# Mecseknádasd
Mecseknádasd (németül: Nadasch) község Baranya vármegyében, a Pécsváradi járásban.

## Fekvése
Mecseknádasd egy közel 1600 lakosú, Pécsváradtól északkeletre, Bonyhádtól délre, Hidas és Zengővárkony között fekvő település, a 6-os főút Pécs és Szekszárd közötti szakasza mentén. (A főút Pécsvárad irányában itt szeli át a Mecsek keleti vonulatait.) A Duna–Dráva Nemzeti Park részeként, a Kelet-Mecsek Tájvédelmi Körzet határán, festői fekvésű völgyben helyezkedik el.
A falu a Mecsek keleti szélén húzódik, ott, ahol a hegyvidék dombsággá szelídül; a közigazgatási terület egy része már a Geresdi-dombsághoz tartozik. A hegyek között eredő, egykoron mindig bővizű Öreg-patak völgye a település földrajzi környezetének legmeghatározóbb eleme, melyet a völgy alján kiterjedt nádas és zsombékos területek öveznek, míg Ófalu felé a Rák-patak, északon pedig a Völgységi-patak völgye, és a közöttük húzódó dombok jellemzik a tájat.

### Megközelítése
Legfontosabb közúti megközelítési útvonala a 6-os főút, ezen érhető el Pécs és az ország északabbi részei felől is. Főutcája az 5605-ös út, és érinti a határszélét az 5613-as út is [korábban feltehetőleg mindkettő a főút részét képezte]; Óbányával a 65 194-es, Ófaluval pedig az 56 125-ös számú mellékút köti össze.

## Elnevezése

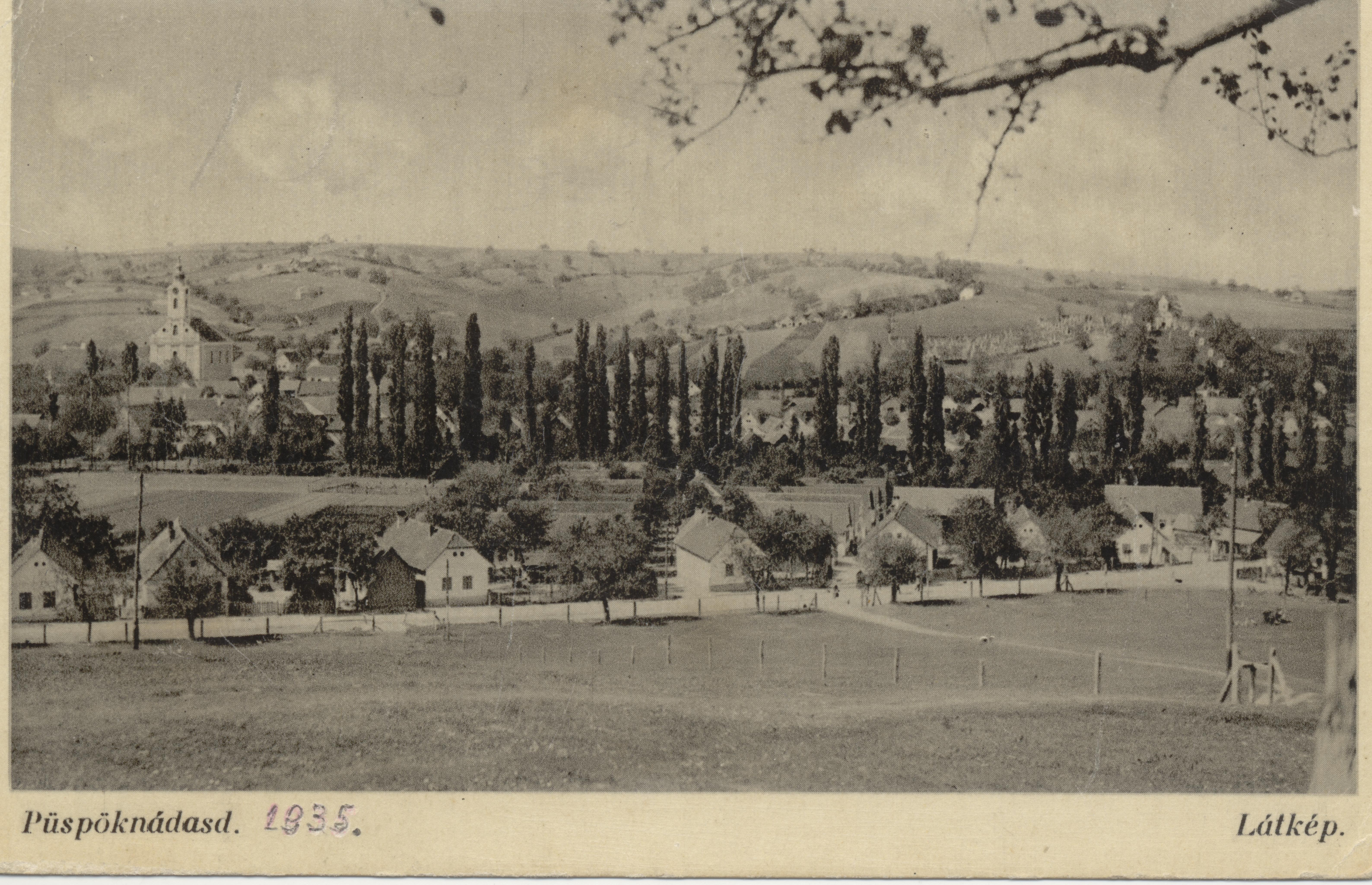
Üdvözlet Püspöknádasdról (1935)

A település neve a helyi természetföldrajzi adottságokra utal, (nádas, zsombékos terület) hogy a legkorábbi okmányokban is eme környezeti jellegzetesség alapján alkotott névvel illették. A falu középkori névváltozatai az okiratokban Nadas, Nadasth, Nadosth formában szerepeltek. A 16-18. században a Balkánról, a török elől idemenekült szerbek miatt Rácnádasd, Nadasgye változatokban volt ismert. Később, 1910-ig Nádasd, 1910 és 1950 között, utalva a püspöki kegyúri tulajdonra, Püspöknádasd, majd 1950-től lett neve Mecseknádasd.

## Földrajza
Mecseknádasd a tengerszint felett 190 méter magasan fekszik. Kiemelkedő pontjai délnyugaton a falu nyugati végén a 471 méterre emelkedő Templom-hegy (Kirchenberg).
A települést a hegyek közelsége miatt sajátos mikroklíma jellemzi. Hőmérséklete valamivel alacsonyabb az országos átlagnál. Nyáron általában száraz éghajlat, enyhébb hőmérséklet, esetenként nagy zivatarok, jégeső is jellemzőek. Az ősz hosszabb és kellemesebb, a tél napos, esetenként kemény hideggel. A hó, különösen a hegy alatti részeken, tovább megmarad, mint másutt.

Vizei, a patakok, források évszázadokkal ezelőtt bővebbek voltak. Az óbányai völgyből kilépő, bő vizű Öreg- vagy Halász-patak, más néven Rák-patak nevét a hagyomány szerint a benne tenyészett sok ráktól kapta. A helybeliek emlékezete szerint az 1950-es évekig még találtak a patakban folyami rákot. Jelenleg már általánosabb a köztudatban a Réka-patak elnevezés. Vize bőségére vall, hogy a XIX. század közepén még 22 malmot hajtott. Az emlékezet megőrizte a Schlossbergről eredő Török-kutat (Türkenbrunnen) is, amely az 1960-as években még működő strandfürdőt táplálta. A jó vizű természetes forrás vizét vezették le csöveken a püspöki kastély előtti mesterségesen kialakított egykori úgynevezett Hattyú-tó medencéjébe is. Az utóbbi harminc év időjárási változásai és az általános felmelegedés a település vizeinek állapotát megváltoztatták.

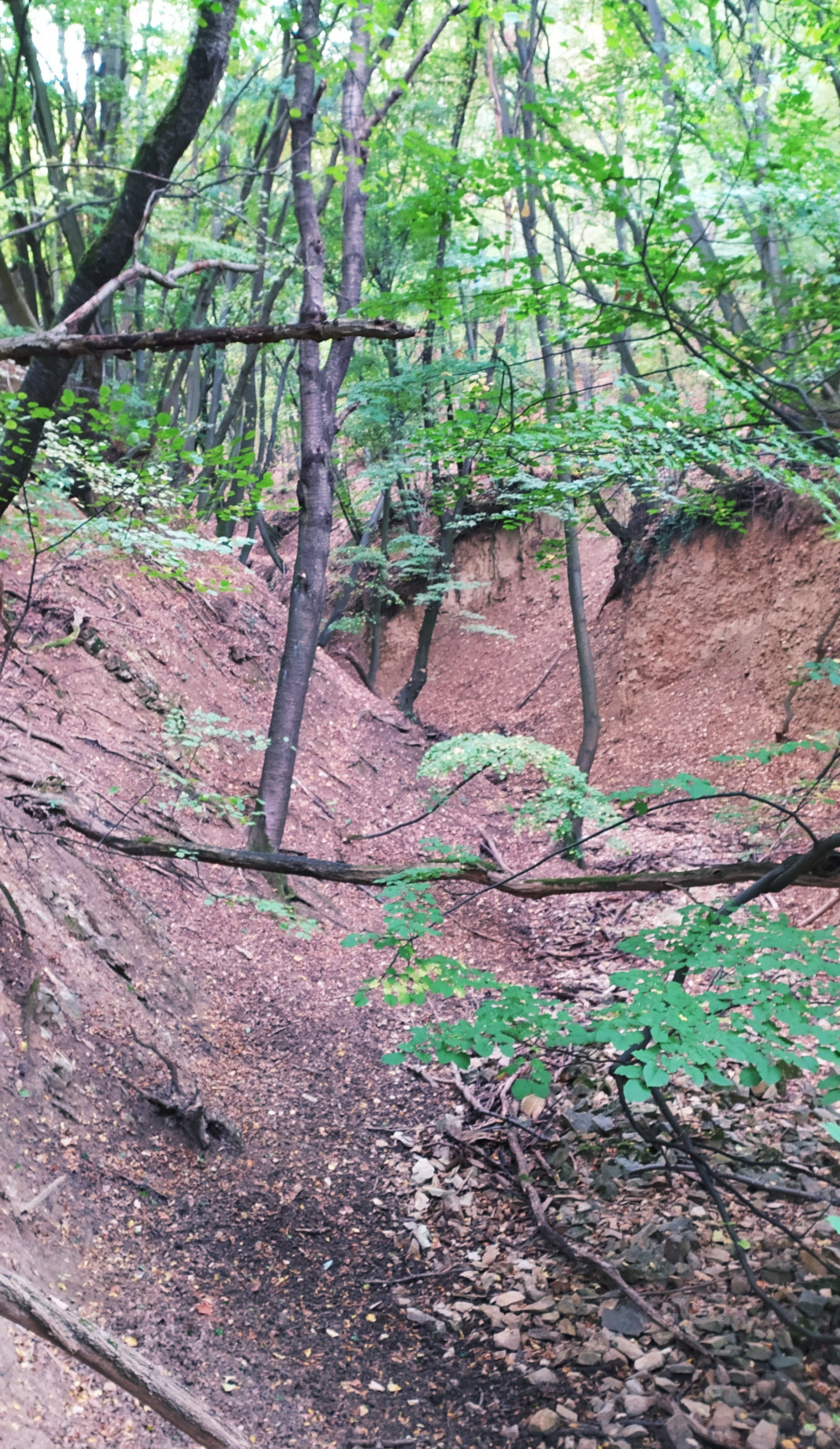
A Mecseknádasd környéki erdők kiváló kirándulólehetőségek is. Fotó: Pintér Réka

A Keleti-Mecsek területén a pliocén korban kialakult völgyhálózat jellegzetesen sugaras és mély. A földtörténeti középkorban kőszenes rétegek képződtek, melyekre a későbbi korokban többek között homokkő, agyagpalás képződmények, márgák, mészkőféleségek rétegződtek.

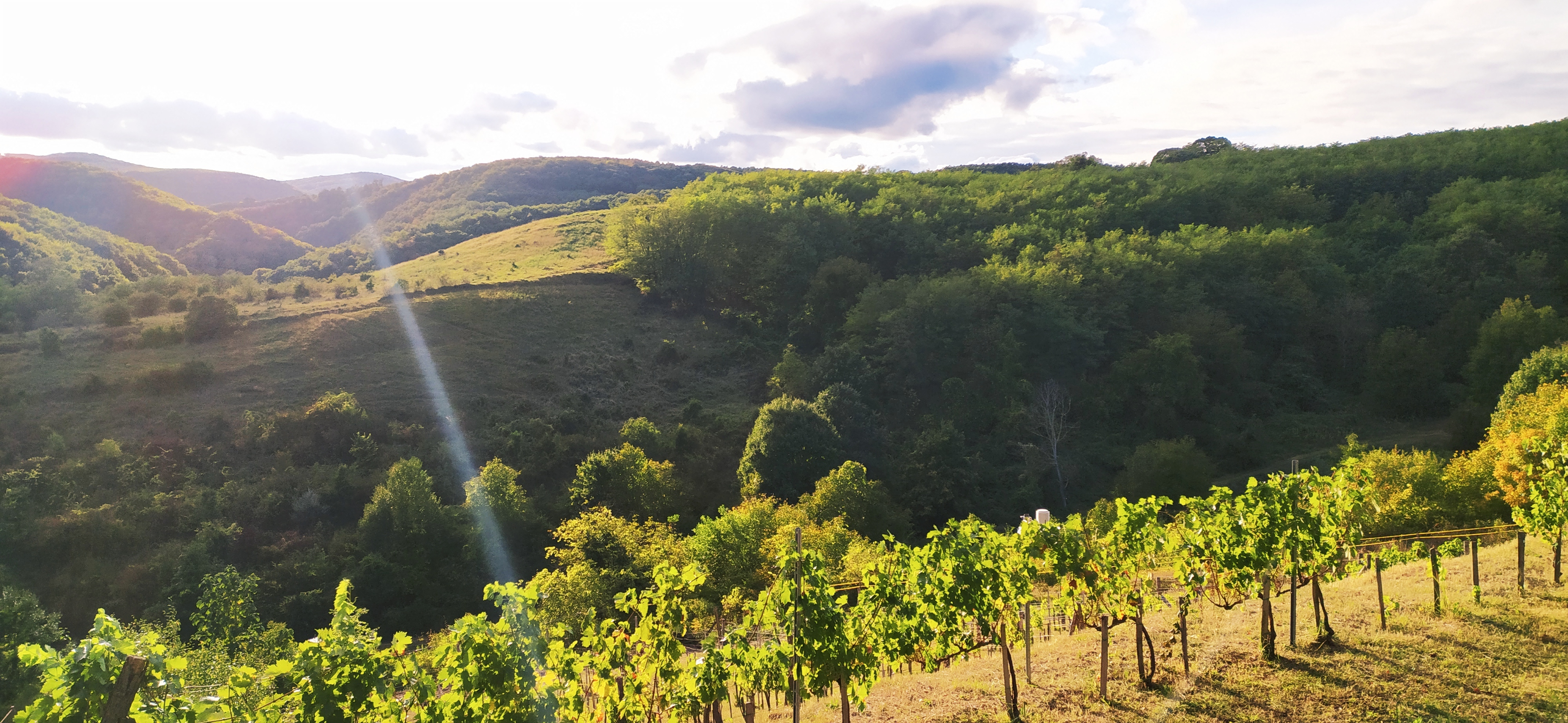
A Keleti-Mecsek hegycsúcsai Mecseknádasd lábánál emelkednek. Fotó: Pintér Réka

Mecseknádasd természeti környezetének változatosságára már a XVIII. század folyamán felfigyelt a neves természettudós, Kitaibel Pál (1757–1817). Kutatási céllal két alkalommal, 1799-ben és 1808-ban járt Baranyában. Földtani és botanikai megfigyeléseit német nyelvű naplófeljegyzéseiben rögzítette. Bár útjainak elsődleges célja a növénytani kutatás volt, emellett kiterjedt a figyelme a táj állatvilágára, valamint a néprajzi-gazdasági viszonyaira is. Tudósítása a helyi talajtani adottságokról:
Püspöknádasdon a márgás talaj mellett egy szakadékban 3 lábnyi kőszénréteg van. Ez a szén sok rétegű és részben barna színű, szalmiák és timsó bevonattal… továbbá tajtékhoz hasonló nagyon puha közettel…” – bizonyára alapul szolgált a XIX. század közepén a környéken fellelhető szénlelőhelyek feltérképezéséhez. A települést, Mecseknádasdot Kitaibel így látja: „Püspöknádasd mély völgyben van. Itt van a pécsi püspöknek a nyári nyaralója kerítéssel körülvett díszkerttel és állatkerttel. Ebben magyar hársfák vannak. Ezeket a kerten kívűl is ültetik és nyesik. Püspöknádasdon kívül jobbra a halmokon és a kis hegyeken részben szántóföldek, részben pedig szőlők vannak… tovább régi tölgyekkel hiányosan fedett ritkás erdő, ahol a csupasz földet is látni lehet. Bal kéz felől egészen csupasz a föld és teljesen hiányzik a televény… Egykori erdőre utal a még meglevő illatos hunyor és a közönséges boróka…
A tudós utazása idején a püspök nyári rezidenciája körül a park és vadaskert részben még látható volt. A kastély előtt, a Schlossberg aljáig terjedő teraszos parkot egykor a barokk hagyományai szerint alakították ki. A régi hársfákból még az 1950-es években is állt néhány.
Napjainkra a falu környékén számos helyen összefüggő csoportban kocsánytalan tölgy, bükk, cser, gyertyán látható. Cserjéi, a virágos kőris, a vörösgyűrűs som, a kökény, fagyal és a galagonya már csak a környező erdőkben, valamint a Kirchenberg déli lankáin figyelhetők meg. A mészben gazdag talajon, patakok mentén számos védett növény, így többek között a gimpáfrány, a díszes vesepáfrány, a karéjos vesepáfrány, a sasharaszt zöldell. Egykor a település nyugati határa fölött, az Óbányai-völgyben is látható volt a gyertyános tölgyesekben, a tisztások félárnyékos szegélyén a bánáti bazsarózsa. A legutóbbi évtizedekben az erdőirtások következtében eltűnt Mecseknádasd környékéről. A falu határában az erdők alján napjainkban is terem a fekete bodza, népi nyelven holleprei, amelyet egykor nagy mennyiségben lekvárfőzésre használtak. A környező dombokon kevés luc-, erdei- és fekete fenyő zöldell. A községen átvezető főút déli oldalán emelkedő dombon felfedezhető néhány évszázados szelídgesztenye facsoport. Egykor részei lehettek a Pécsvárad– Zengővárkony vonalában húzódó nagyobb kiterjedésű ősi szelídgesztenyésnek.
A környék állatvilágáról az első írásos tudósítás Janus Pannonius verseiből ismert. A hagyomány szerint pécsi püspöksége alatt gyakran vadászott a Keleti-Mecsek erdőségében. Verseiben szarvas és vadkan vadászatról, valamint solymászatról is olvashatunk. A helybeliek emlékezete szerint az 1940-es években a Mecseknádasd környéki erdőkben még vadmacska is tanyázott.
A táj geológiai és földrajzi sajátosságairól 1845-ben, a reformkori nemzeti ébredés jegyében a lokálpatrióta teológiai tanár és történész, Haas Mihály, valamint Baranya vármegye tiszti főorvosa, a Királyi Magyar Természettudományi Társulat tagja, Hölbling Miksa tudósított. Bár megfigyeléseiket laikus szemlélettel, tapasztalataikat leíró jelleggel részletezték, mégis forrásértékű publikációjuk Baranyáról, Nádasdról. Többek között mindketten felfigyeltek arra a fontos tényre, hogy Nádasd határában jó minőségű agyagot bányásznak, erre épült a helybeli virágzó fazekasság.

## Története

### Az őskor és ókor
A különböző történelmi korok lenyomata és a gazdag történelmi múlt lévén számos értéket és titkot rejt magában a falu. Nádasd egykori tájföldrajzi adottságai kedvező körülményeket teremtettek az ember korai megtelepedéséhez. Mint oly sok hely, ezen a vidéken is igen régóta letelepedtek az emberek, ezt a neolit kori leletek bizonyítják (pattintott és csiszolt kőeszközök, nyílhegyek és kőbalták). Később az ókorban erre, a Zengő felé haladt el a Mursa – Sopianae – Aquincum (Eszék – Pécs – Óbuda) közti római hadi- és kereskedelmi út, amely az egyik legfontosabb volt Pannonia provinciában. Amikor Kr. u. 292-ben a közigazgatási központ Aquincum helyett a közeli Sopianae lett, a környék még inkább fejlődésnek indult. Ennek az időszaknak a régészeti emlékei ennek ellenére igen szegényesek, mindössze néhány I. Valentinianus római császár idejéből (364-375) származó érmét találtak. A rá következő évszázadokról is keveset tudunk. Az 1938-as és 1972-es ásatások alkalmával avar, illetve késő avar kori sírokat tártak fel.

### A honfoglalástól a török kor végéig
A mai falutól nem messzire két egykori vár maradványa illetve templomrom található, melyek pontos múltja homályba vész. Az egyik a 6-os főút déli oldala mellett, a falutól 100 méterre lévő Schlossbergen (azaz Várhegyen) állt, amely valaha egy nagy méretű templom és/vagy vár volt. A másik az Óbánya felé vezető bekötőút mellett magasodó Öreg-hegyen fellelhető Réka-vár (amit egykor Rák-várnak nevezték), melyhez semmilyen történet nem kötődik a mai nevével kapcsolatban, annál inkább egy jóval jelentősebb történet, melynek cselekménye egészen Szent István koráig nyúlik vissza.

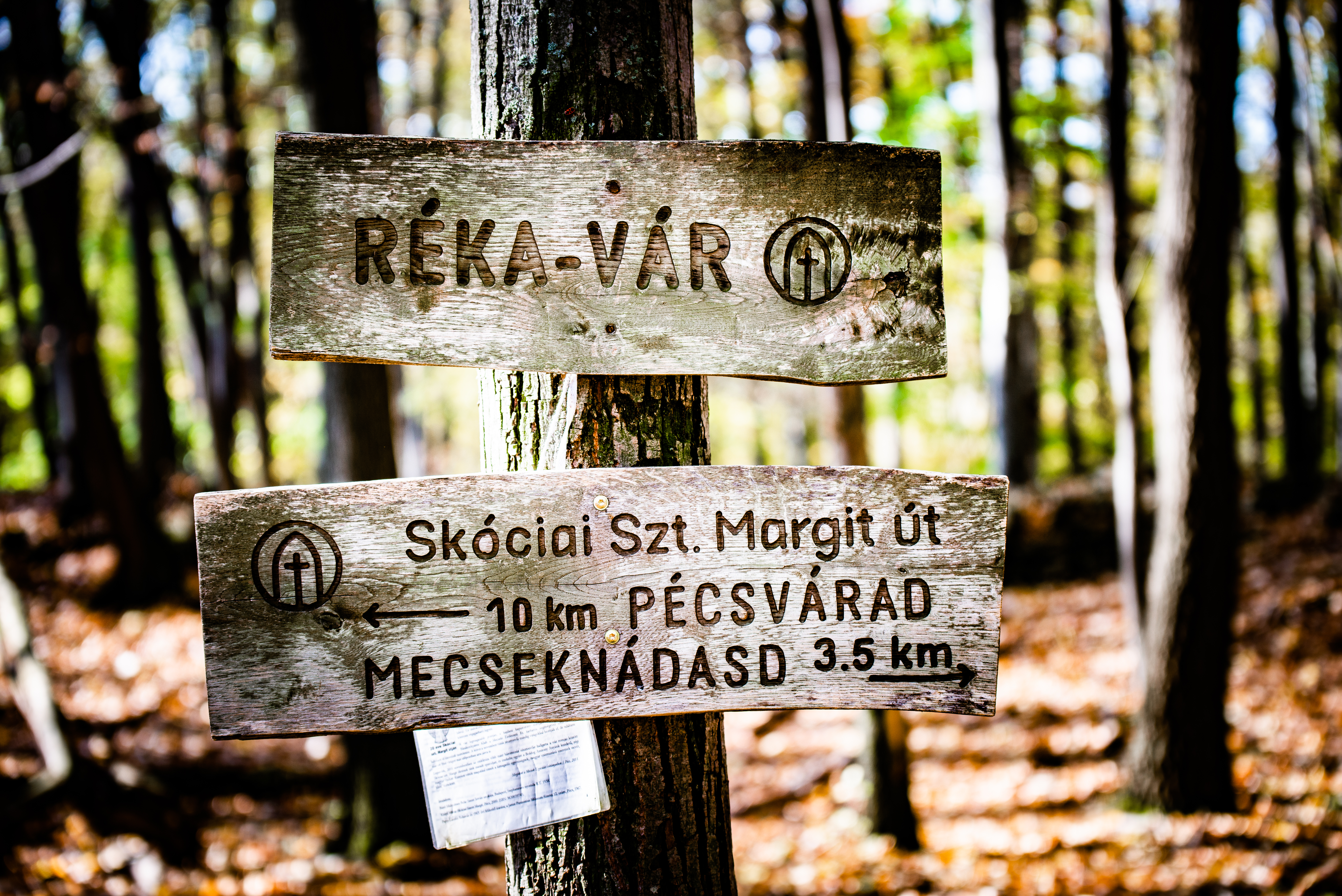
Réka-vár. Fotó: Glasz Fotó

1896-ban Rézbányai József kanonok, egyháztörténész megtalálta egy II. András királyhoz kötődő 1235-ös keltezésű birtokadományozó oklevél egy 1404-es másolatát. Ez a legkorábbi, Nádasdot említő okirat. Az oklevélben a király a pécsi püspöknek és káptalannak adományoz földeket, és annak területét is meghatározza. Máza határának leírásakor olvasható egy töredék: „... cum terra Britanorum de Nadasth”, azaz Máza a „britek nádasdi birtokával” határos. Ez a sor fölvetett egy kérdést: britek éltek a Mecsekben? Kik lehettek ők? A falu határában két középkori várrom is található, de azt nem tudjuk biztosan, hogy melyik lehetett a „briteké”. A történet előzménye Angliában kezdődött: Edward és Edmund hercegek Vasbordájú Edmund angol király (aki 1016-ban mindössze néhány hónapig uralkodott) és Ealdgyth svéd hercegnő gyermekei voltak, akik a dán megszállást követően a svéd udvarban leltek menedékre. 1018-ban az Angliát elfoglaló Nagy Kanut (más néven Knut) megszállta Svédországot is, így a fivéreknek onnan is tovább kellett menekülniük. Állítólag a Kijevi Ruszon vagy a Lengyel Királyságon keresztül érkeztek Magyarországra. Edmund herceg fiatalon meghalt (talán Magyarországon), míg Edward a legenda szerint feleségül vette Szent István lányát, Ágotát. A párnak három gyermeke született a mai Mecseknádasd területén: Margit, Krisztina és Edgár. A család végül 1057-ben tért vissza Angliába, Margit pedig hozzáment III. Malcolm skót királyhoz, és később Skóciai Szent Margit néven a skótok nemzeti szentje lett. A legendában bizonytalan a szent pontos születési helye, egyes vizsgálatok szerint más környékbeli falvak is szóba jöhetnek.

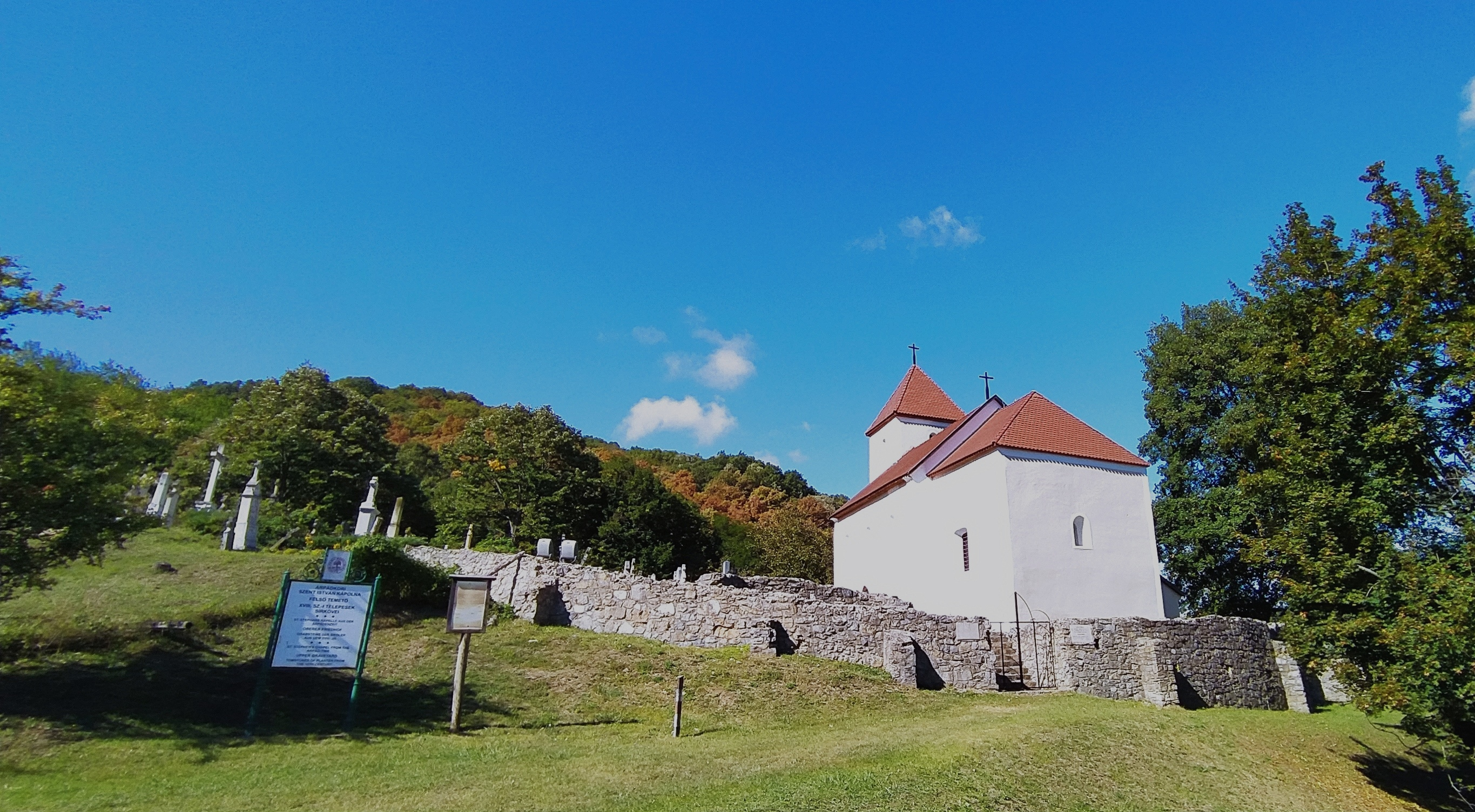
Szent István-kápolna. Fotó: Pintér Réka

Az 1235-ös oklevélben „Szent László király egyháza” néven említik a mai Szent István-kápolnát. A település 1296-ban még Tolna vármegyéhez tartozott, ekkor már várral rendelkező birtokként említik. A tolnai főesperesség birtoka és plébániája volt 1330-ban is. 1335-ben – következetesen Nádasdnak írták a nevét ekkoriban – egy Gerardus nevű papja volt a templomnak. Több, a falut birtokló család neve őrződött meg a 14-15. századból: Kórógyi (1433), Maróthi (1465, ekkor már oppidumként, mai jelentés szerint „mezővárosként”említik), valamint Monoszlói Csupor Miklós (1473) voltak a birtokosai. Másutt az olvasható, hogy Janus Pannonius érdemeiért 1464-ben Mátyás király a pécsi püspökség számára adta át a birtokot.
Pécs török általi elfoglalása (1543) után Nádasd is a Hódoltsághoz került, a falu a szászvári nahijéhoz tartozik. A község gazdaságilag ekkor sem vegetált, ekkor is oppidum (mezőváros) volt a rangja (1554). Az 1550-es összeírásban még csak magyar nevek szerepelnek, de később megjelentek a lakosok közt a török nyomán érkezett szerbek, akik miatt Rácnádasdnak, Nadasdgyenek is hívták emiatt a falut ekkoriban. A magyar lakosság maradéka áttért a református hitre. A török összeírásokban három mahallet – városrészt – említenek: Felső-, Alsó- és Kis-Nádast. 

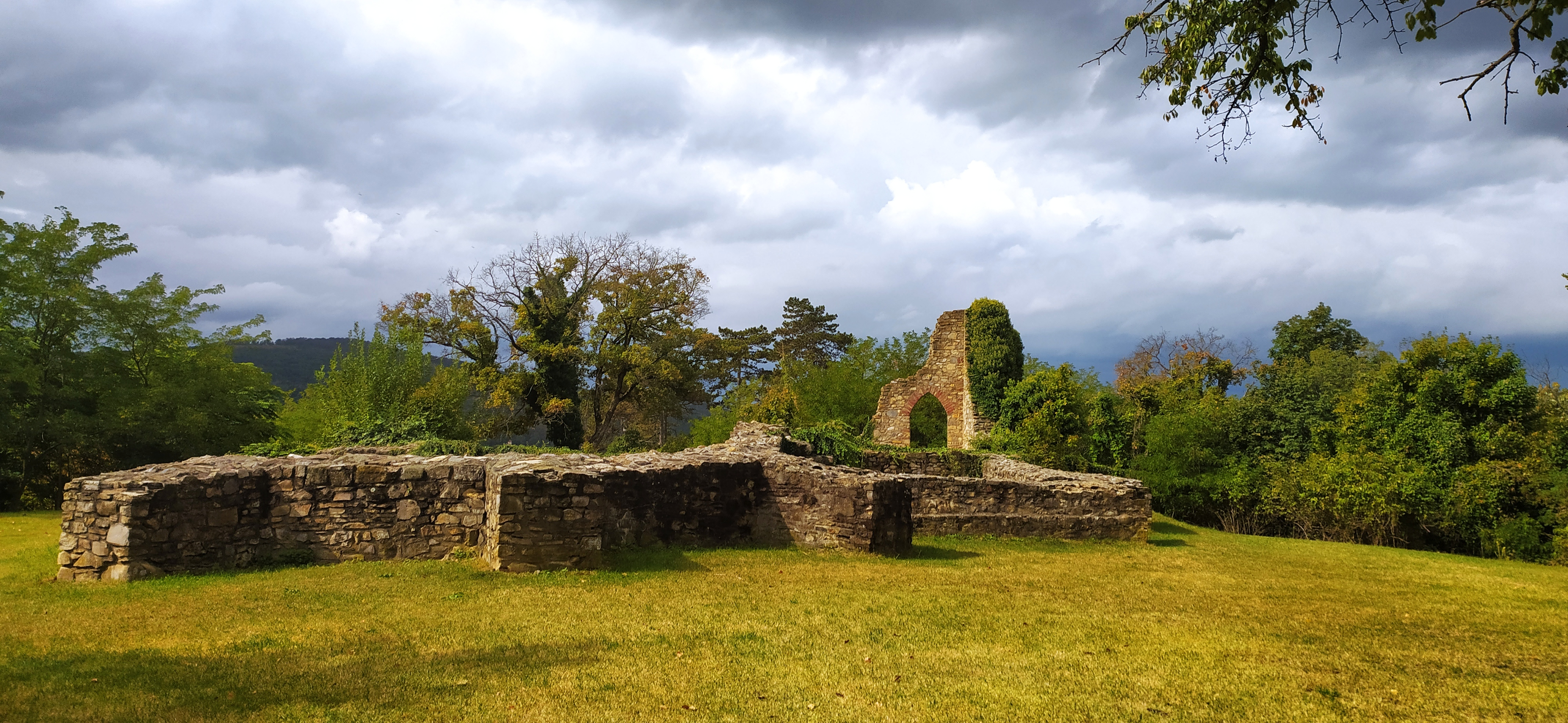
Schloßberg várromok. Fotó: Pintér Réka

Jelentős katonai erődítés és dzsámi állt a már említett Schlossbergen. A mai Szent István-kápolnát a reformátusok és a görögkeleti szerbek egyaránt használták. A törökök kiűzését követően az 1696-os összeírás 23 jobbágyot és azok családját jegyezte le: a magyarok mellett többségében szerb hajdúk (rácok) éltek itt, akik néhány évvel korábban érkezhettek ide. 1696-tól a hosszú Tolna kontra Baranya pereskedést követően megváltoztatták a megyehatárt az előbbi kárára, azóta tartozik Nádasd Baranyához. A falu birtokjoga ismét a pécsi püspökre szállt, így fokozatosan megerősödött a katolicizmus, ehhez a pécsi jezsuiták is komoly munkát végeztek. A pestisjárványok, a szegénység és a szerbek elköltözése miatt nagyon megfogyatkozott a lakosság. Lassanként elhalványult a török idők emlékezete, a néptelen, szomorú vidék megújulásra szorult. A Schlossberg oldalában található Török-kút („Türkenbrunnen, Tierkeprune”), valamint a Rác-hegy („Rácekipfl”) a nevében őrizte meg ezeknek az időknek az emlékét.

### A németek betelepítésétől a II. világháború végéig
Az elnéptelenedés elleni leghatékonyabb megoldás a szervezett betelepítés volt. A pécsi püspök, Radanay Mátyás visszaszerezte a püspöki birtokokat, köztük Nádasdot, és ezekre utódja, Nesselrode Vilmos 1718-tól főként Hessenből, a Rajna-vidékről, Spessartból, Frankföldről – de még számos egyéb helyszínről – hívott katolikus telepeseket. Ekkortól kezdődött Nádasdon is a folyamatos német megtelepedés, mégpedig a würzburgi érsekség területéről származó frankok által, főként a spessart-vidéki Frammersbachból, valamint Sinngrund környékéről, de néhány stájer és elzász-lotharingiai család is érkezett. A következő évtizedekben folyamatosan cserélődött a lakosság egy része, voltak akik továbbálltak, de más magyarországi német falvakból érkeztek is ide, így hamarosan a falu népességét szinte 100%-ban a németek tették ki. A néhány megmaradt őslakos magyar család is elnémetesedett (pl. a Bujtor, Dékány, Pálfi családok). Sok magyar a szomszédos református falvakba, a mintegy 8 km-re fekvő Zengővárkonyba és az 5 km-re lévő Váraljára költözött, ahol nekik is jellegzetes néphagyományuk alakult ki. Ez az etnikai összetétel egészen a 2. világháború végéig fennmaradt.
A 18. század eleji betelepítést követően 1719-ben újjáalakult a katolikus plébánia, az anyakönyvvezetés 1721-ben kezdődött meg. Az 1721. szeptember 15-én kezdődött canonica visitatio idején, melyet Bohuss Imre székesegyházi kanonok végzett, e plébániához tartozott Óbánya („Alte Glashütte, Glashütte” – a falu máig ide tartozik, mint filia), Berekalja (ez a kis falucska a korábbi évszázadokban nagyon sokáig Nádasdhoz tartozott, noha Hidashoz fekszik közelebb), Hidas, Kisújbánya, Nagymányok és Cikó. Utóbbiak 1727-ben a bonyhádi plébániához kerültek, Kisújbányát 1776-ban Hosszúhetényhez, Berekalját 1783-ban Bonyhádhoz csatolták. A barokk Szent György-plébániatemplom 1770-es elkészültéig a Szent István-templomot használták a hívek. Ebben az időben különösen látványos volt a falu vallási életének épületekben reprezentálódó fejlődése, mivel Klimó György püspök ilyen célokra igen sokat áldozott. A historia domust 1777 óta vezették, de ekkor Wizer plébános a falu történetét visszamenőlegesen is megírta. Ami az itt tevékenykedő klerikusokat illeti, a mai napig 27 plébánosa volt az egyházközségnek, és kb. az 1950-es évekig szinte mindig szolgált káplán is Nádasdon.
1733-ban a faluban 71 német és 5 magyar telepes vagy jobbágy, valamint 13 német és 3 magyar zsellér, valamint ezek családjai éltek a faluban. Gazdasági téren a legjelentősebb a mezőgazdaság volt, bár a birtokok nem voltak olyan nagyok, mint az ország más részein. Éppen ezért a nádasdiak a földművelés mellett iparosmunkából is éltek. Rövidesen sok malom épült az Öreg-patak („Altbach,” más néven: Rák-, majd Réka-patak) mellé, hogy kihasználhassák annak vízhozamát. A környék erdeinek fája, valamint a mész- és homokkő, valamint az agyag számítottak a helyi iparalapanyagának. Kőfaragók, kádárok, fazekasok szép számban éltek ekkor a faluban. A népi mesterségek emlékeit a helyi Német Nemzetiségi Tájházban lehet megtekinteni, amely a Vogelbergen álló egykori Gungl-féle kocsma épületében kapott helyet. 

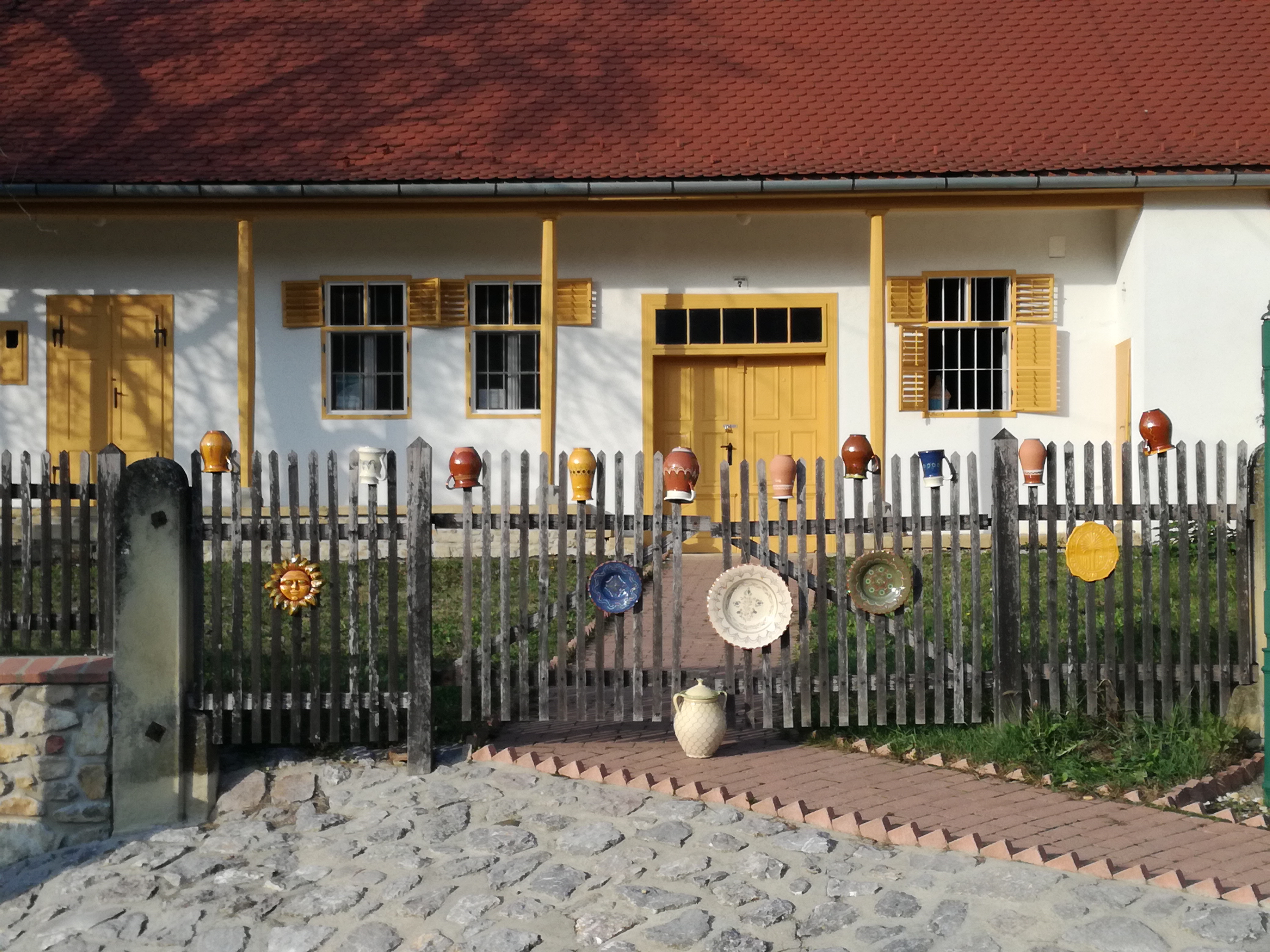
Német Nemzetiségi Tájház. Fotó: Pintér Réka

Jelentős volt a szőlőtermesztés és a borászat, boraikat a helyiek távolabbi vidékekre is eladták. A völgyekre néző lankákon sok szőlőt telepítettek, emellett a svábok több látványos és jellegzetes pincesort építettek. Az 1889-90-es filoxérajárványt követően már soha nem tudtak a nádasdi szőlőtermesztők ismét olyan mennyiségben a piacra termelni, mint azt megelőzően. Az elmúlt évtizedekben ismét fejlődésnek indult a szőlészet-borászat, és újra megjelentek a minőségi borok a nádasdi gazdák kínálatában. E borokat minden év tavaszán egy országos jelentőségű borversenyen, a Magyarországi Németek Országos Borversenyén mérik össze termelőik.
1817-ben a falun is átvezetve megépült a Buda és Pécs közötti országút, de a vasútépítés elkerülte a falut, közigazdatási határa csupán érinti a Dombóvár–Bátaszék-vasútvonalat és Hidas-Bonyhád vasútállomást.
A falu az 1900-as évek elejéig viselte a Nádasd nevet, akkortól hivatalosan Püspöknádasdnak keresztelték át. A településről is sok áldozatot szedett az első világháború. 1920-ban néhány hónapig a falu szélén, a Kirchenberg csúcsán át húzódott a magyar-szerb határ, vagyis Magyarország és a Baranya–bajai Szerb–Magyar Köztársaság határa. Az ezt követő két évtizednyi béke előkészítette a még nagyobb változásokat. A helyi németség – a lakosság több, mint 90%-a – megosztottá vált. A szociális és gazdasági problémák szükségképp magukkal vonták a helyi társadalom egy jó részének a radikalizálódását az amúgy is forrongó és egyre szélsőségesebbé váló magyar társadalmon belül.

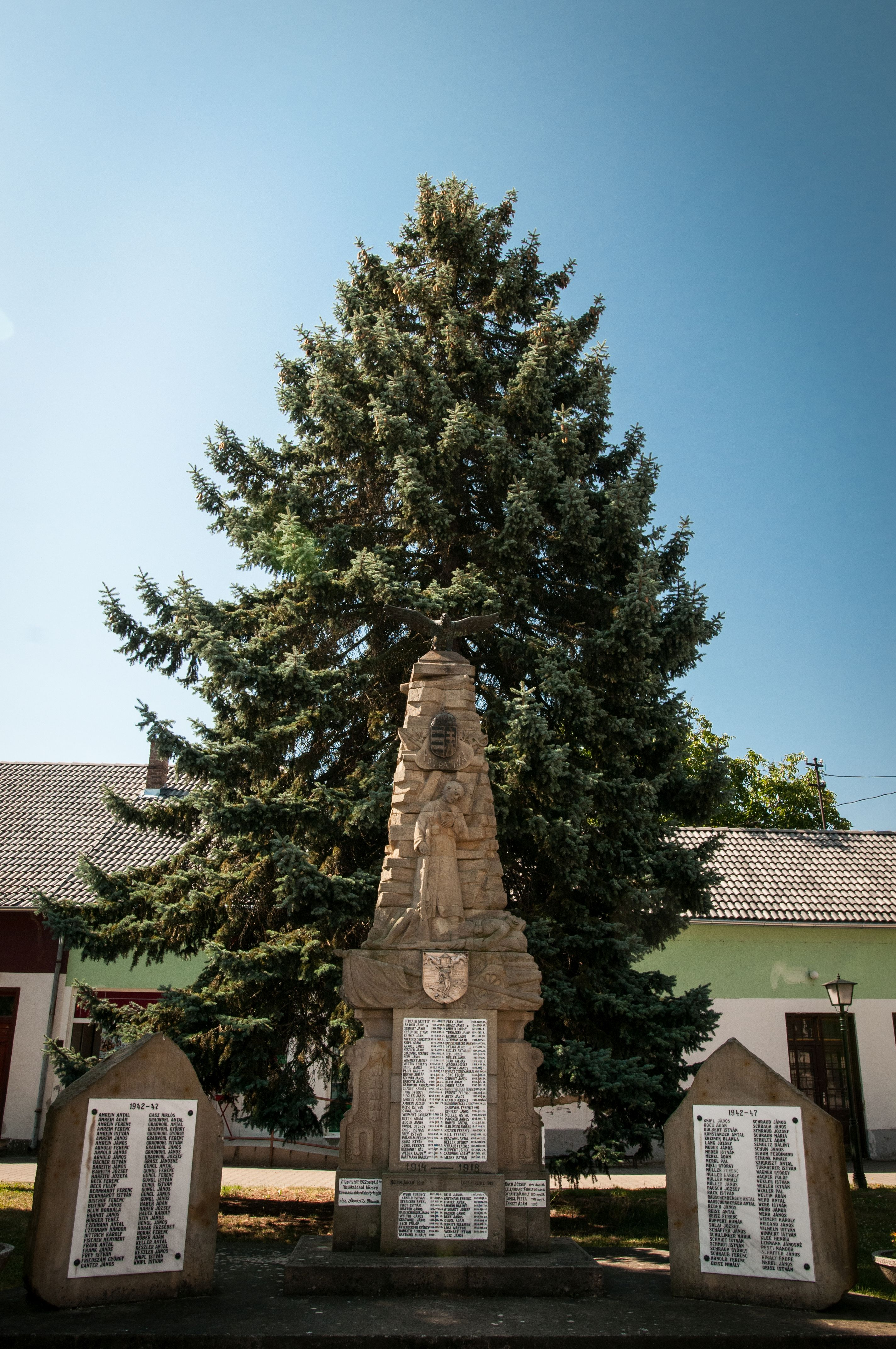
Világháborús emlékmű. Fotó: Glasz Fotó

A kitörő második világháború súlyos és visszafordíthatatlan következményekkel járt itt is. A falu végképp megosztottá vált, aVolksbund, a Hűséggel a Hazához mozgalom egyaránt sok tagot számlált, de többen semlegesek maradtak. Nagyon sokan besorozott katonaként, mint a Magyar Királyi Honvédség vagy a Wehrmacht tagjai haltak vagy sebesültek meg. Néhányan önként léptek be, mások kényszersorozással lettek a Waffen-SS katonái. 1944-ben az auschwitzi koncentrációs táborba hurcolták a falu egyetlen zsidó lakosát, aki ott a holokauszt áldozata lett. Néhány hónappal később elérte a front a falut, újabb szenvedéseket hozva a civileknek. Noha harcok a falu környékén nem voltak, a polgári lakosságnak itt is el kellett viselnie a szovjet alakulatok zaklatásait. A közelben egy amerikai bombázó lezuhanása, illetve egy szovjet katonai teherautó közlekedési balesete miatt voltak katonai áldozatok is. Sajnos ide kell sorolni egy megtalált kézigránát felrobbanásának gyermek áldozatát is. 1944 őszén asszonyok, lányok és – kisebb mértékben – férfiak tucatjait hurcolták el a málenkij robot során, de csak kevesek tértek vissza.

### A németek kitelepítésétől napjainkig
A háborút követő években nagyon sok német családot kitelepítettek, és az általános vélekedéssel ellentétben nem csak az egykori Volksbund-tagokat. Egyes szerelvényeket az ausztriai Linz környékéről fordítottak vissza, ennek utasai végül magyarországi kényszerlakhelyre, a Duna–Tisza közi Hajós környékére kerültek. Innen, és számos más internálótáborból és kényszerlakhelyről (pl. Lengyel, Györköny) voltak, akik vissza tudtak térni a szülőfalujukba, de az első kitelepítési hullám végére mintegy 200 család 1000 tagja Németország amerikai megszállási övezetébe került. Későbbi transzportokkal az előbbieknél jóval kevesebben a szovjet övezetbe, a későbbi NDK-ba is kerültek. A népesség ilyen arányú átalakulása egy új világ kezdetét jelentette. A faluba új betelepülők érkeztek az ország más részeiből, valamint a csehszlovák–magyar lakosságcsere kertében Felvidékről kitelepített családok közül is többeket ide helyeztek, de el kellett telnie némi időnek, míg a „békés egymás mellett élés” megvalósulhatott. Ezt a pozitív folyamatot – paradox módon – segítette az ezzel párhuzamosan kiépülő és megerősödő új kommunista diktatúra. A szegénység és a mindennapi elnyomás egyformán sújtotta általában a betelepülőket és őslakosokat egyaránt. Az új rendszer új nevet is adott a falunak, 1950-től Püspöknádasd helyett Mecseknádasd lett. A falu sorsa ezt követően nem tért el jelentősen a más hasonló adottságokkal bíró magyar falvak sorsától. A hatvanas és a hetvenes években egy relatív anyagi jólét és fejlődés alakult ki, amelyaztán a nyolcvanas évekre itt is megtorpant. A rendszerváltást követően az 1990-es évek elejét a községben egyfajta társadalmi pezsgés, és a gazdasági alapok átrendeződése jellemezte.

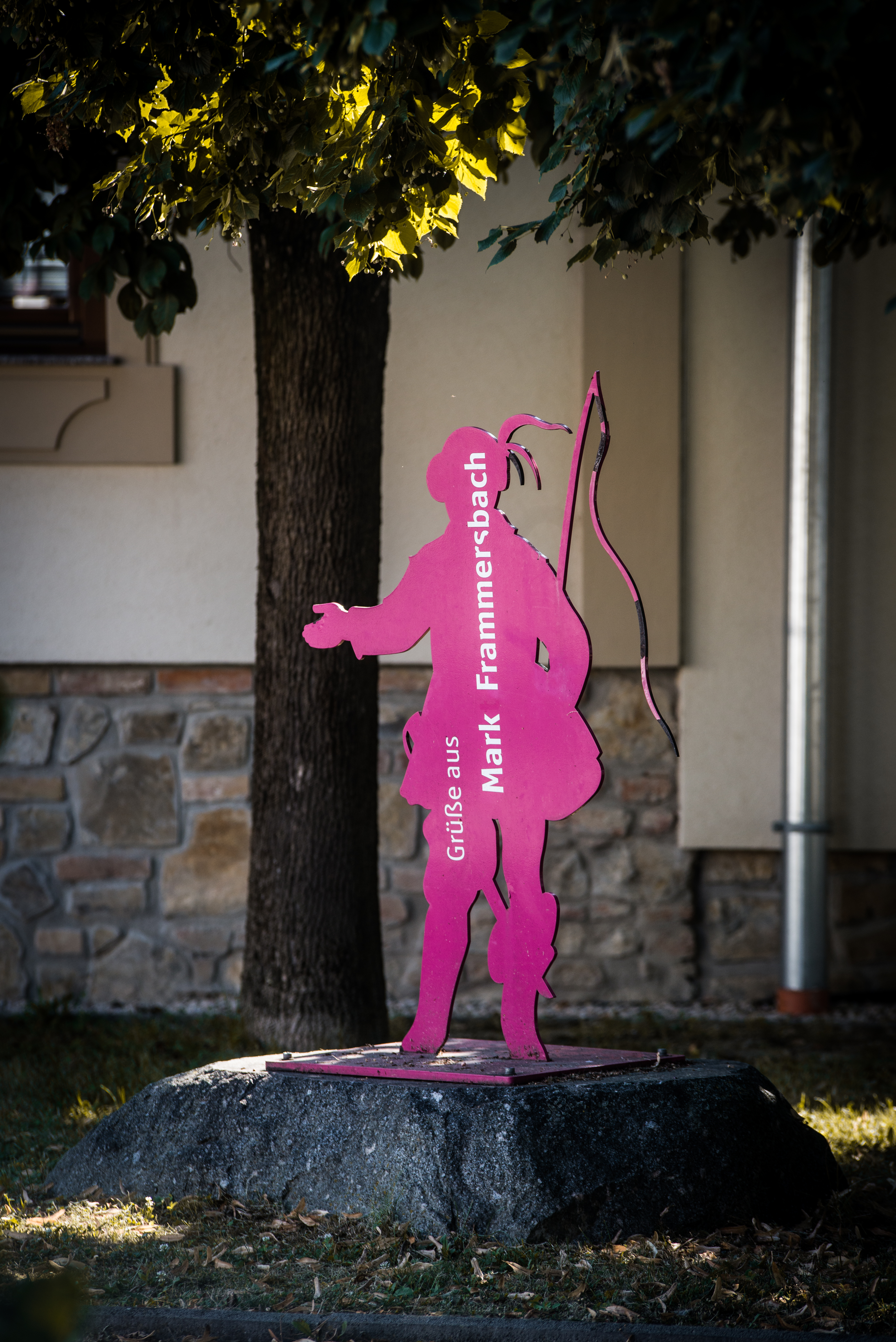
A németországi testvértelepülés, Frammersbach, jelképe Mecseknádasd központjában. Fotó: Glasz Fotó

A határok megnyílásával a már korábban is élénk kapcsolatok Németországgal, az oda kitelepített rokonokkal fennmaradtak, sőt „hivatalossá” is váltak. Partnerkapcsolat alakult ki a kilencvenes évek elején a baden-württembergi Unterensingennel, majd 2003-ban a bajorországi Frammersbachhal, ahonnan a helyiek ősei származtak. Sokan elmentek a faluból külföldre dolgozni, tanulni, illetve az állami vagyont itt is újraosztották. Indultak vállalkozások, több közülük sikeres lett. A fiatalabb korosztályt tekintve inkább az elköltözés figyelhető meg, mely legfőképp Budapest és más nagyvárosok felé irányul. Ezek a folyamatok összhangban vannak a dél-dunántúli régió gazdasági-pénzügyi-foglalkoztatási leépülésével. A falu lakossága megfogyatkozott, jelenleg 1500 körüli állandó lakos él itt. A korábban szorgos munkával felépített nagyméretű családi házak közül sok ma már csak egy-egy idősödő ember otthonául szolgál. Ezzel ellentétben sok kisgyermekes család és fiatal házaspár választja Mecseknádasdot új lakhelyéül, hiszen a városok közelsége (Pécs, Szekszárd, Bonyhád), a kedvező közlekedési kapcsolatok, a 6-os főút nyújtotta lehetőségek, a szép természeti környezet, valamint a számos meglévő alapszolgáltatás és helyi vállalkozó egy élhető települést eredményezett.

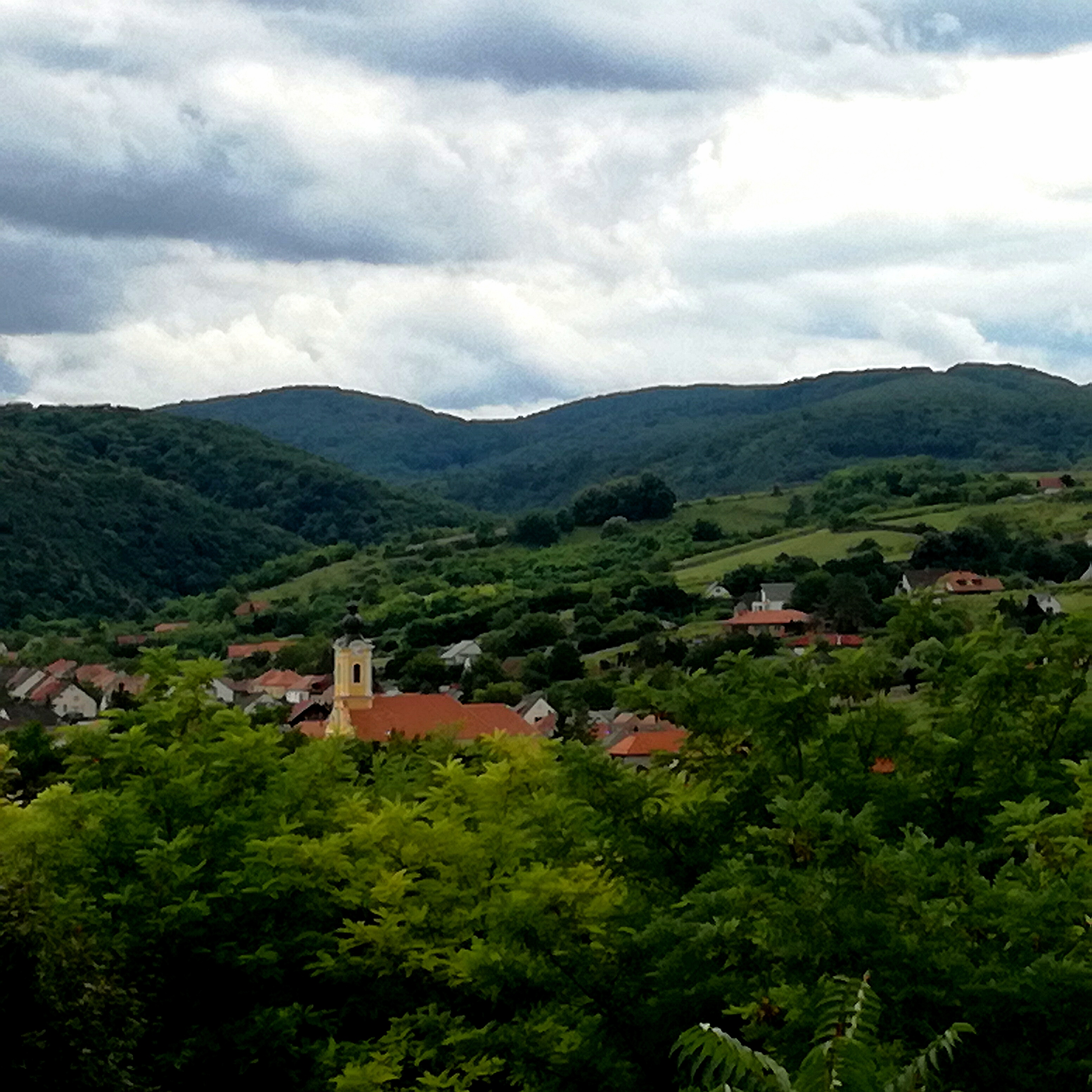
Látkép a kilátóból. Fotó: Pintér Réka

Mindenképpen pozitív eredménynek tekinthető, hogy mind az alapfokú intézményrendszer teljes mértékben kiépített, s magas színvonalon működik a Schlossgarten Óvoda és Bölcsőde, a Liszt Ferenc Német Nemzetiségi Általános Iskola és Alapfokú Művészeti Iskola, a Mecseknádasdi Gondozási Központ és a Konyha. Az alapszolgáltatások tekintetében a településen kettő kisbolt, húsbolt, gyógyszertár, posta, bank, illetve pénzautomata működik. Ezen felül nagyszámú kis- és nagyvállalkozó szolgáltatása is elérhető mind a helyi lakosok, mind a hozzánk látogató turisták számára: írószer, fodrász és kozmetikus szalonok, asztalos és kőfaragó műhelyek. A hozzánk látogató turistákat számos minősített falusi szálláshely és helyi ízeket kínáló vendéglátóhely várja egész évben.

## Természeti látnivalók

### Kelet-Mecsek Tájvédelmi Körzet

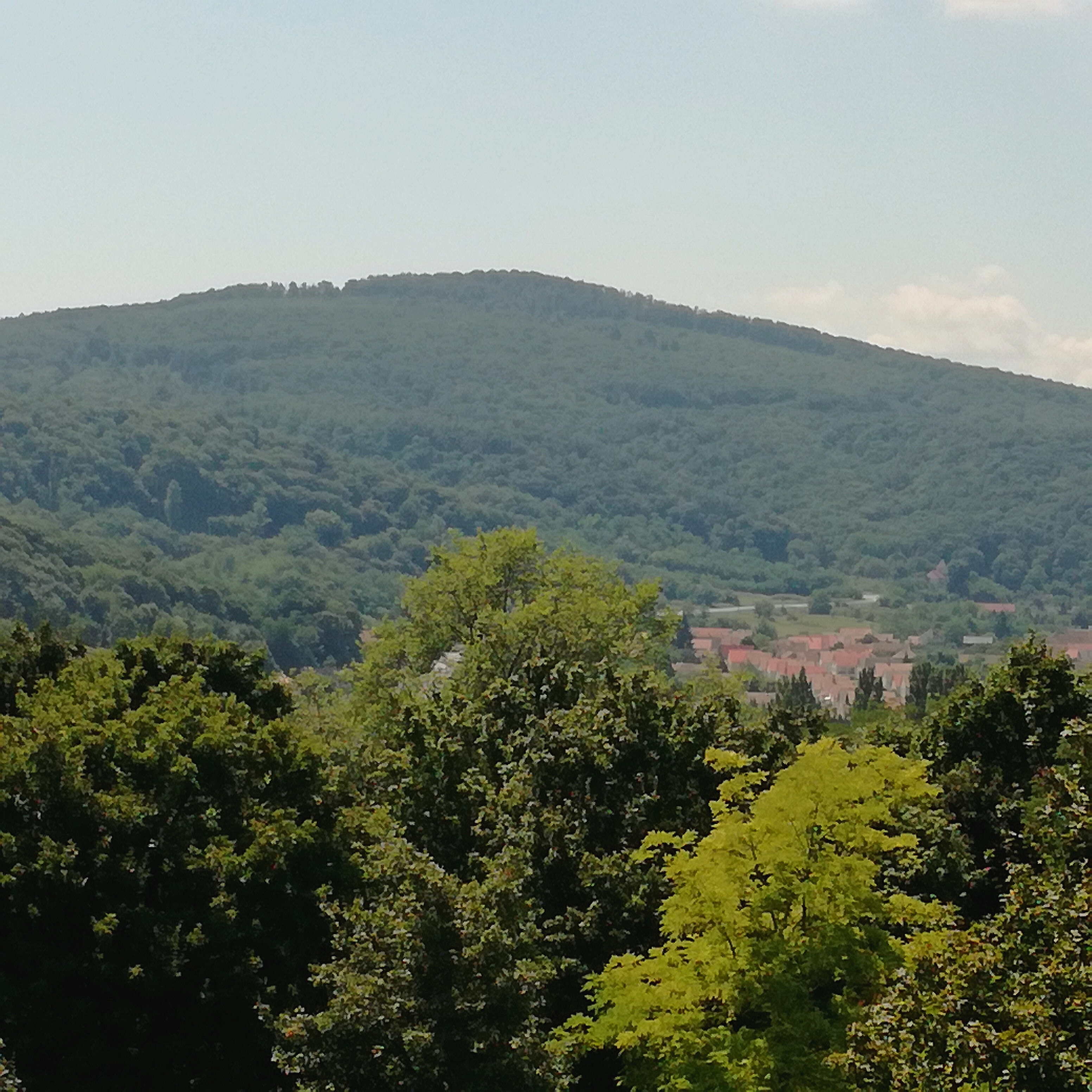
A Keleti-Mecsek. Fotó: Pintér Réka

Mecseknádasd a Kelet-Mecsek Tájvédelmi Körzet határán, festői fekvésű völgyben fekszik. A hegyek, erdők között kanyargó Réka-patak/ Öreg-patak, a Schlossberg Várhegy, illetve a Templom-hegy lábánál elterülő sváb település joggal viseli a „Keleti-Mecsek kapuja” nevet. Földrajzi, geológiai adottságai miatt természetes növény- és állatvilága fajokban igen gazdag. A kelet-nyugati kiterjedésű hegység szubmediterrán hatásokat tükröző élővilága, a déli oldalakra felhúzódó gyümölcsösök, szőlők, szelídgesztenyések és tölgyesek megannyi kirándulási lehetőséget rejtenek magukban.
A völgyben fekvő település (190 m) lába előtt emelkedik közvetlen a Keleti-Mecsek megannyi dombsága, melyek mind a négy évszakban remek kirándulási lehetőséggel kecsegtetnek. Mecseknádasd kiemelkedő pontjai a délnyugatra fekvő Kecske-hát („Kecske-Höhe”) (490 m) és a nyugati szélen lévő Templom-hegy („Kirchenbeg”) (410 m). A hegyek közelsége miatt a sajátos, az átlagosnál hűvösebb mikroklíma jellemzi. A falut lényegében kettészeli a Mecsek felől érkező, tiszta vízű Réka-patak (Öreg-patak), melyben egykoron rákok is éltek.

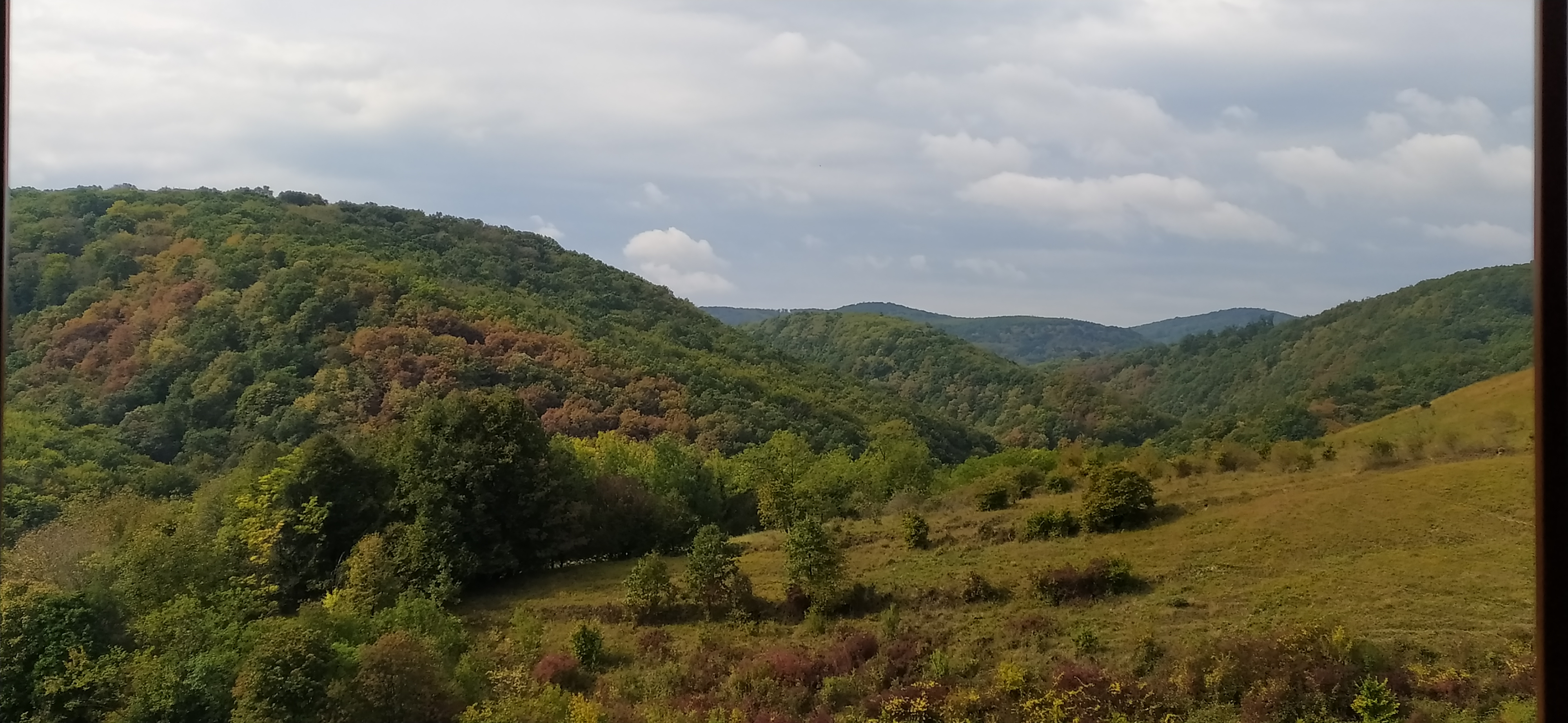
Remek kirándulóhelyek a Kelet-Mecsekben. Fotó: Pintér Réka

A település északi külterületén egészen más arcát mutatja a táj. A főutcára merőlegesen felfutó pincesorokon („hohl-ok”) való barangolást követően jutunk el a Puszta-tetőre, majd a Kakas-hegyre („Kickelsberg”) (285 m), ahol gyalog- vagy kerékpártúrán is részt vehetünk. Érdemes a pincesorokat keresztbe is bejárni, hiszen páratlan kilátásban lehet részünk.
A vadregényes területet túraútvonalak (Dél-dunántúli Piros Túra, Rockenbauer Pál Dél-dunántúli Kéktúra, Mecseki Zöld Túra, Magyar Zarándokút, Mária Út, Skóciai Szent Margit Emlékút) hálózzák be, így gyalogosan is jól bejárható. A látogatók útba ejthetik az üveghutákat Pusztabányán, a Máré-várat, a fokozottan védett Óbányai-völgyet a Csepegősziklával és a Ferde-vízeséssel. A természetet, vadregényes erdőket kedvelő látogatók számos természeti kincsre, kultúrtörténeti értékre találhatnak a területen. A Duna-Dráva Nemzeti Park Igazgatóság munkatársai garantált programokkal, valamint előzetes egyeztetés alapján kérhető túrákkal várják az érdeklődőket.

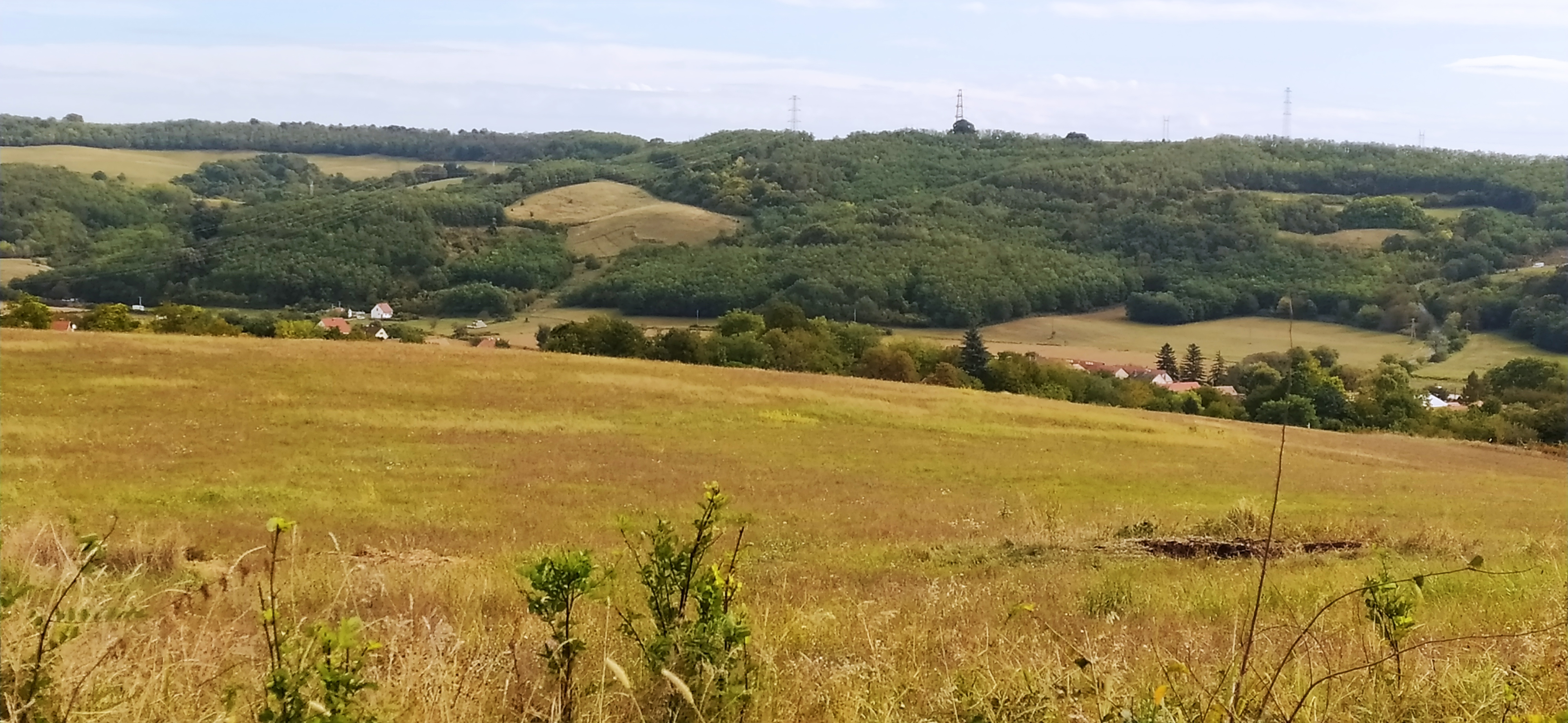
Kilátás a Puszta-tetőről. Fotó: Pintér Réka

A Keleti-Mecsek páratlan szépségű, vadromantikus völgye az Óbánya és Kisújbánya közt húzódó Óbányai-völgy, olyan természeti csodákkal, mint a Ferde-vízesés vagy a Csepegő-szikla. A bájos sváb faluból, Óbányáról kiindulva, a Dél-dunántúli Kéktúra útvonalán járjuk végig a völgy legszebb szakaszát az újraéledő Kisújbánya üdülőfaluig, majd felmászunk a Mecsek vonulataira gyönyörű kilátást nyújtó Cigány-hegyi kilátóba. Visszafelé kellemes, árnyas úton térünk vissza a faluba.

### Horgásztó
Mecseknádasd külterületén, a 6-os főút déli oldalán, elhelyezkedő horgásztóban elsősorban kárász, ponty, amur, csuka és harcsa található. A tó kedvelt a horgászok körében, illetve gyakran ad otthont különféle horgász-versenyeknek, horgásztáboroknak és rendezvényeknek is. A tó partján egy büfé is üzemel.

### Vadászat
A Keleti Mecsek kapujában, csodálatos környezetben található a 4 200 ha területen működő, Mecseknádasd, Hidasd és Ófalu községek összefogásával a 2006. évben alapított, Zengő Vidéke Vadásztársaság. A terület 67 %-os erdősültségével, ligetes, gyepes, tagolt mezőgazdasági földjeivel kivételes látványt és gazdag állatvilágot kínál az ide látogatónak. A Keleti-Mecsek flórája, valamint faunája nagyon sok turistát és vadászt vonz ebbe a környezetbe. Erdeinket tölgy, bükk, gyertyán, akác, hárs, szil és juhar fák alkotják. A vadászterületeink főleg nagyvadban gazdagok. A vadszezon jó reményekkel kecsegteti a trófeavadászokat, ha őzre, vaddisznóra, esetleg aranyérmes gímszarvas bikára számítanánk. Apróvad állományunk nem jelentős. Vadászati módok: cserkelő és les vadászat.

## Kulturális látnivalók

### Német Nemzetiségi Tájház

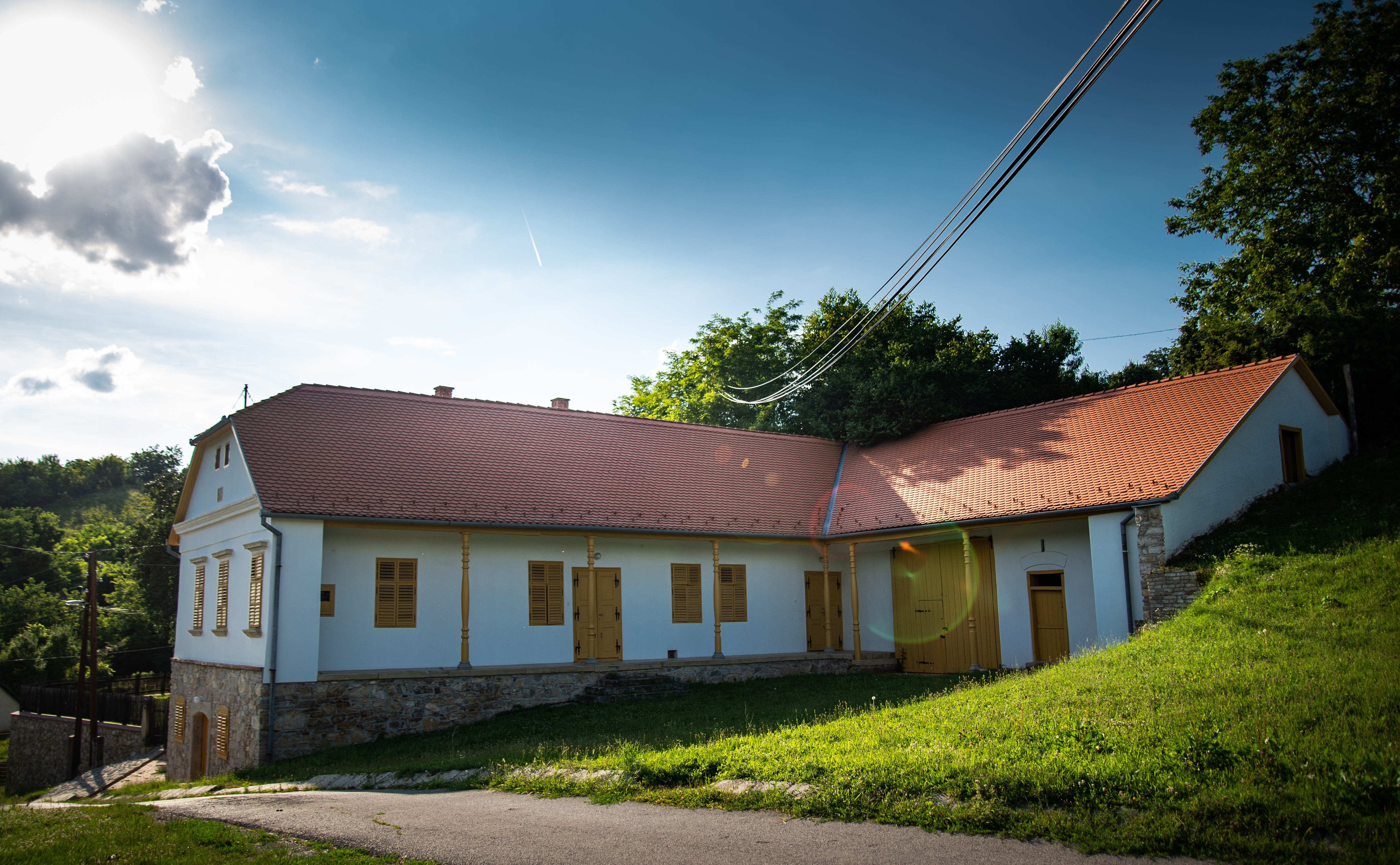
Német Nemzetiségi Tájház. Fotó: Glasz Fotó

A Német Nemzetiségi Tájház a falu nyugati szélén a Vogelsberg aljában, az 1891-ben épült, egykori Gungl-kocsma és lakóház épületegyüttesében kapott helyet. Az L-alakban épült, tégla falazatú, nyeregtetős, csonkakontyos épület cseréptetős, hosszú gangos, helyenként alátámasztott esztergált faoszlopokkal rendelkezik. Az épület öt szobájában a „Népi kismesterségek Baranya németségének köréből” című kiállítás tekinthető meg. A Kelet-Mecsek vidékének nagy múltú kézművességéből, a mézeskalácsos- és gyertyaöntő mesterségből, a kádárok munkájáról, a klumpa és faeszköz készítőkről, a helyi fazekasmesterség termékeiből és eszközanyagából ad válogatást a tárlat. A Mecseknádasd környékéről összegyűjtött szobaberendezés tárgyai az utóbbi százötven év életmódváltozását illusztrálják.
Mivel a település lakossága újkori történelme folyamán dominálóan német anyanyelvű volt, így tájháza is elsősorban az itt élt és élő németség történetét, kultúráját és hagyományait mutatja be. A tájház két szorosan egymás mellett elhelyezkedő épületből áll. Az 5. számú épület faoszlopos tornácú, egytraktusos, hosszú, nyeregtetős épület. A tájház kiállítási anyagának jelentős része ebben az épületben került bemutatásra. A kedvező közlekedési és természeti adottságokkal rendelkező település egykoron sok iparost is ide vonzott, és így hamarosan a környék egyik legjelentősebb iparos központja lett. Már 1750 körül kb. száz iparost, például kőfaragót, ácsot, asztalost, kőművest, üvegest, kovácsot, bognárt, kádárt, fazekast,  mészárost, péket, takácsot, felcsert, fegyverkovácsot, harangöntőt stb. vettek számba. 1721 és 1752 között a településen keresztül húzódó Réka-patak vizének felhasználásával 28 vízimalom működött, melyek száma egészen 1930-ig nem csökkent. Az elsősorban német származású iparos családok körében kialakult jogrend lehetővé tette híressé váló iparos dinasztiák kialakulását, ennek következtében a település lakosságának összetétele egészen a 20. század közepéig állandósult. Ennek a gazdag, napjainkban is tovább élő, kézműves tevékenységnek a legszebb darabjait és emlékeit mutatja be a tájház kiállítása.

### Német Nemzetiségi Tanösvény
Az országban ötödikként elkészült, 2018-ban átadott mecseknádasdi német nemzetiségi tanösvény 7 állomáson át mutatja be azokat az elemeket, amelyek a nádasdi lélek („Volksseele”) kialakulásához vezettek az elmúlt 300 esztendőben, a 18. századi betelepítéstől napjainkig. A nádasdi lélek azokat a helyi németségre jellemző érzéseket, hangulatokat, szokásokat, pozitív- és ellenérzéseket összegzi, amelyeket az őket körülvevő természeti elemek és neveltetésük határozza meg.
Ezen elemek a következők:
- Áldás – a települést és környezetét jellemző természeti adottságok
- Alázat – amellyel az isteni gondviselést fogadjuk
- Tehetség – amelyet születésüktől magukban hordozunk
- Kitartás – amire a családokban neveltettünk, ami munkánkban, mindennapjainkban megmutatkozik
- Hozzáállás – amilyen módon teendőinket végezzük
- Bőség – amilyen módon a bennünket körülvevő kincseket használjuk, értékeljük
- Hála – ahogyan köszönetet tudunk mondani

A tanösvényt a tábla, a kísérőfüzet és maga a környezet adja.

### Schlossberg várromok

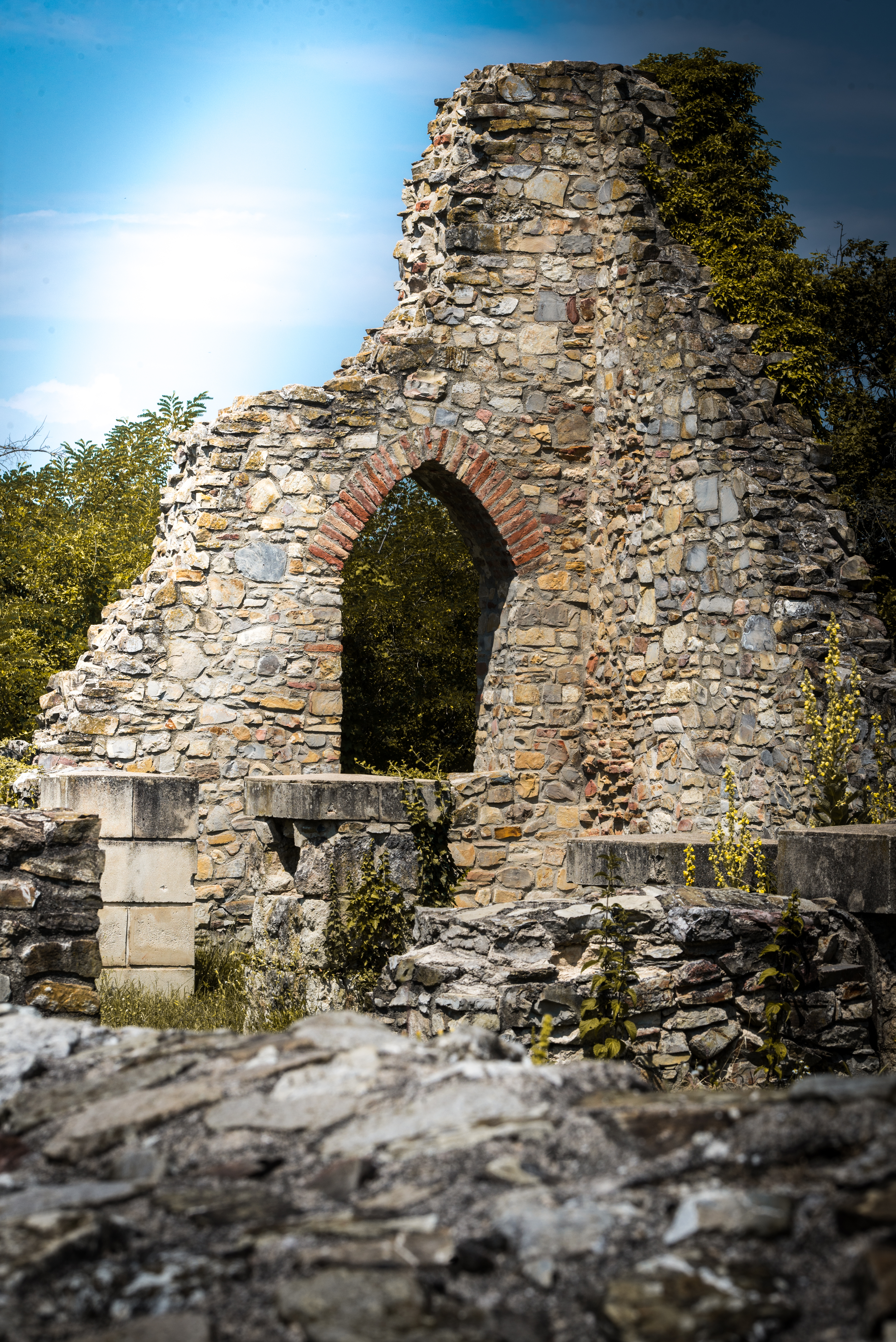
Schlossberg várromok. Fotó: Glasz Fotó

Mecseknádasd legkorábbi említése 1235-ből, II. András adományleveléből ismert. A falu fölötti dombon fekszik az erősség, amely eredetileg egy 14. századból származó háromhajós templom volt. Nyugati homlokzata elé még ugyanabban a században egy önálló tornyot építettek. Pécs 1543-as eleste után Nádasd is török kézre került, a megszállók a templomot erődítménnyé alakították át, ahonnan jól lehetett ellenőrizni a stratégiai fontosságú Pécsről Budára vezető utat. A főhajót és a mellékhajót elválasztó pillérek vonalában emelt fallal három szakaszra osztották a hosszházat, sőt, a déli mellékhajó alá még boltozott pincéket is ástak.
A templom kerítőfalának keleti oldalán előkerült egy kisebb torony maradványa is, mely valószínűleg a kaput védte. A déli oldalon a kerítőfal nyomvonalának folytatásában palánkfalra utaló cölöplyukakat is feltártak. Evlija Cselebi török utazó is megemlékezik leírásában Nádasdról:
Egy földhalom mandula alakú, kettős kerítésű palánk erős fallal. A várban templomból átalakított Szulejmán dzsámi és negyven deszkatetejű ház van…
A törökök kiűzése után a romok még sokáig láthatóak voltak, ahogyan arról az újkori források is beszámolnak. A templom és az erődítés feltárását 1973-1980 között végezték el, az ásatás során felszínre került a többször átépített plébániatemplom, valamint a templom körüli kerítőfal. Jelenleg a késő gótikus templom maradványai láthatóak a török kori átépítések nyomaival, a korábbi épületek a felszín alatt fekszenek.

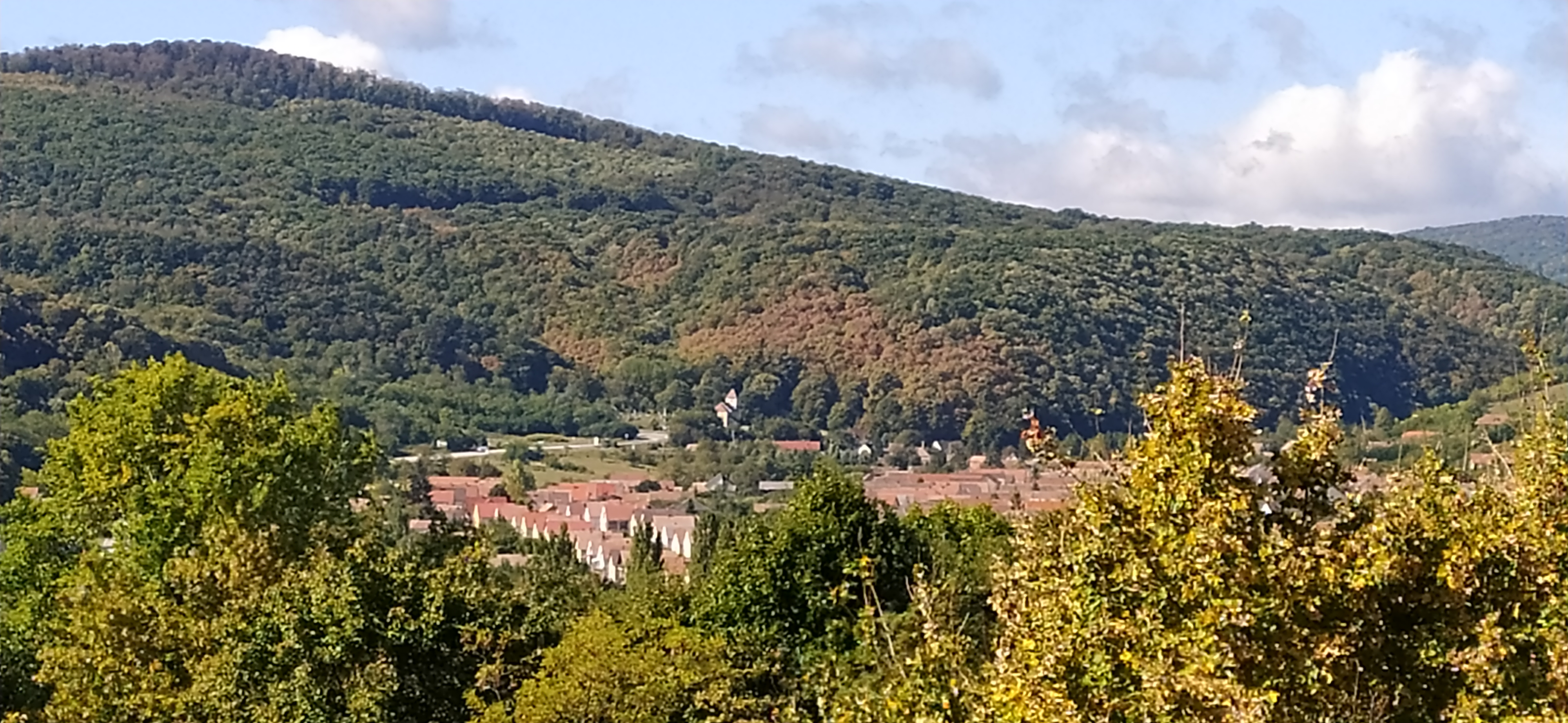
Kilátás a Várhegy kilátóból. Fotó: Pintér Réka

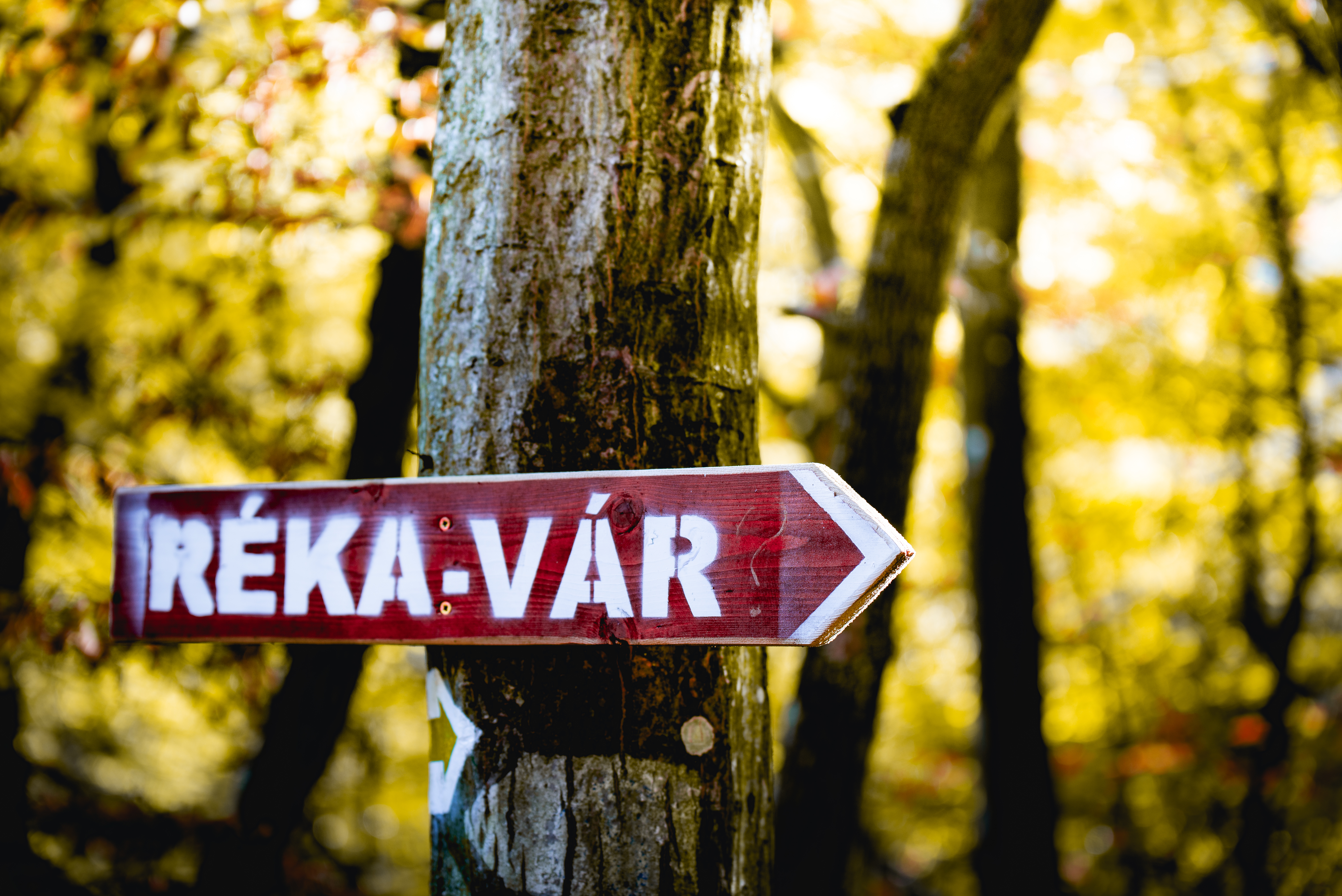
Réka-vár romjai. Fotó: Glasz Fotó

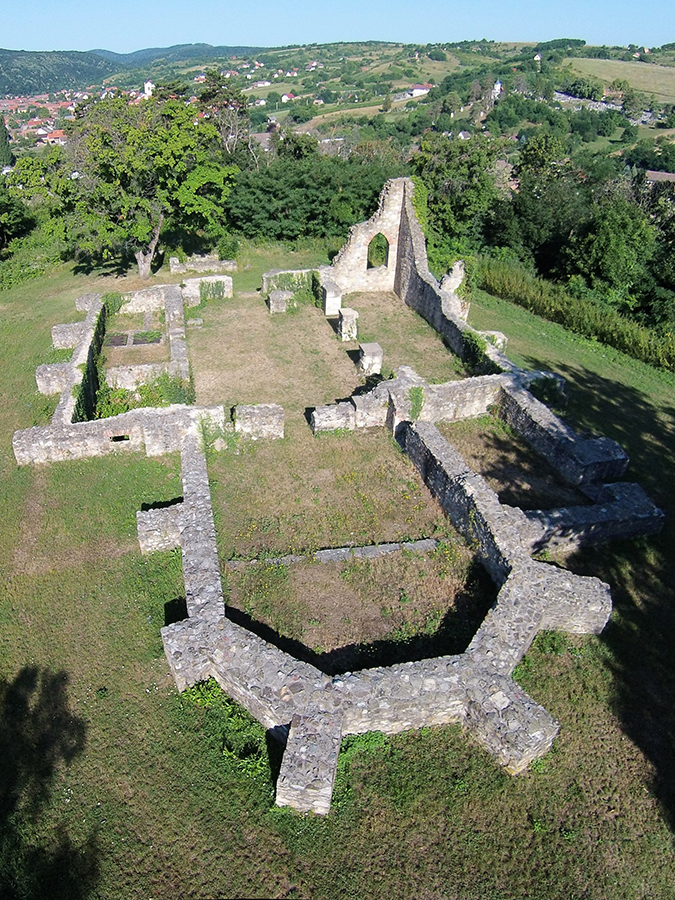
Mecseknádasd, Schlossberg légi fotón

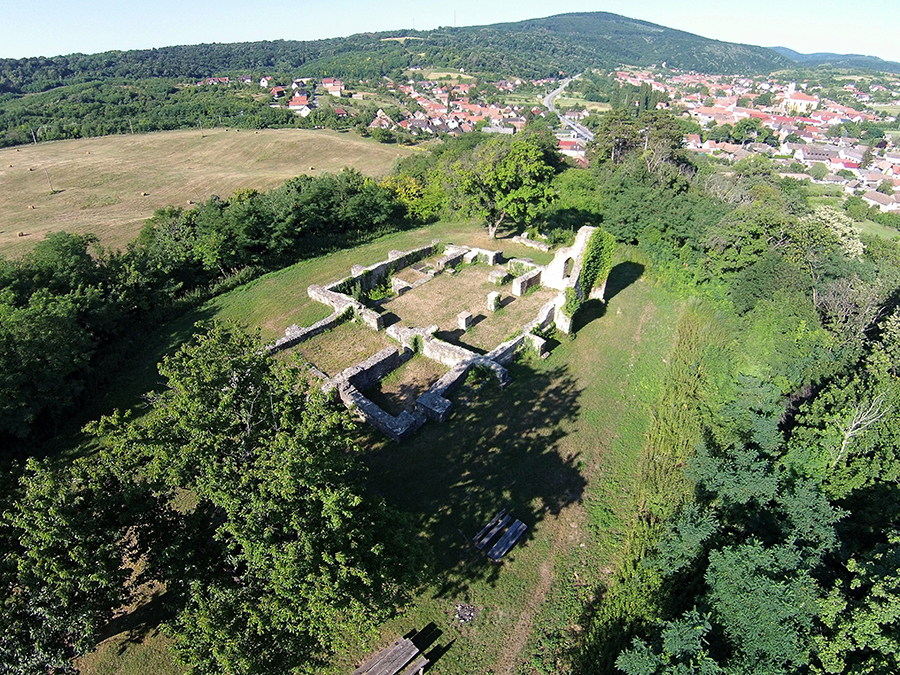
Mecseknádasd, Schlossberg légi felvételen

### Várhegy kilátó
A Schlossberg várromjától a piros jelzéssel ellátott tanösvény mentén haladva található nem túl messze a kilátó, amely szép panorámát nyújt a teljes völgyre. Az alapja terméskövekből épült, szerkezete pedig fából. Az építmény a 2002 és 2006 közti, a várrom területét érintő tereprendezés során épült a pavilonnal együtt. A tereprendezés során tanösvény, pihenőhelyek és tűzrakóhelyek is készültek az arra járó kirándulók számára. A kilátóból káprázatos kilátásban lehet részünk nem csak magára a falura, hanem a Kelet-Mecsek szomszédban kiemelkedő vonulataira is.

### Réka-vár romjai
A Stein-malomtól délnyugatra, az Óbányai-völgy és a Réka-völgy találkozási pontjában lévő dombtetőn található maradványok az egykori Réka-vár emlékét őrzik. A hagyomány szerint itt született Skóciai Szent Margit, Szent István király unokája, aki később III. Malcolm skót király felesége lett. A szent tiszteletére egy emlékkövet állítottak az egykori torony alapjára, amelyet évenként a Dr. Novotny Iván vezette emléktúra keretében megkoszorúznak. A Z jelzés halad erre és erről a beágazó ZL. Réka-völgy (Keleti-Mecsek): a völgyben folydogáló Öreg-(Halász)-patak a Stein-malomnál egyesül az óbányai patakkal. A viszonylag széles talpú völgyben sokszor át kell kelni rajta a P+ jelzést követve benne végig. Az Etelka-forrásnál a nagy fenyőfák alatt padokat és egy vadászházat találhatnak a túrázók.
1963-ban Papp László régész feltáró ásatásokat végzett az egykori Réka-vár területén. Megállapította, hogy a 205 méterszer 35 méteres udvart széles kőfal vette körül, emellett egy többszintes öregtorony és egyéb épületek maradványait is megtalálta. A várudvart terméskőből rakott, 3 méter vastag és 415 méter hosszú fal övezte. A feltárás során egy kör alapú torony, valószínűleg az őrség épületének maradványai kerültek elő. A várudvar középső részét egy épületsor zárta le, amely mögött a külső vár oldalán egy 10 méter széles árok húzódott. Az épületsor feltehetően egyszintes és fazsindelyes volt, a külső vár oldalán pedig egy többszintes toronyépület állt. A vár keletkezésének pontos ideje egyelőre vitatott. A feltételezések szerint illír vagy kelta eredetű, vagy a későbbi 11. századi frank építkezés emléke lehet. A régész nem zárta ki a Szent István-korabeli keletkezés lehetőségét sem.  

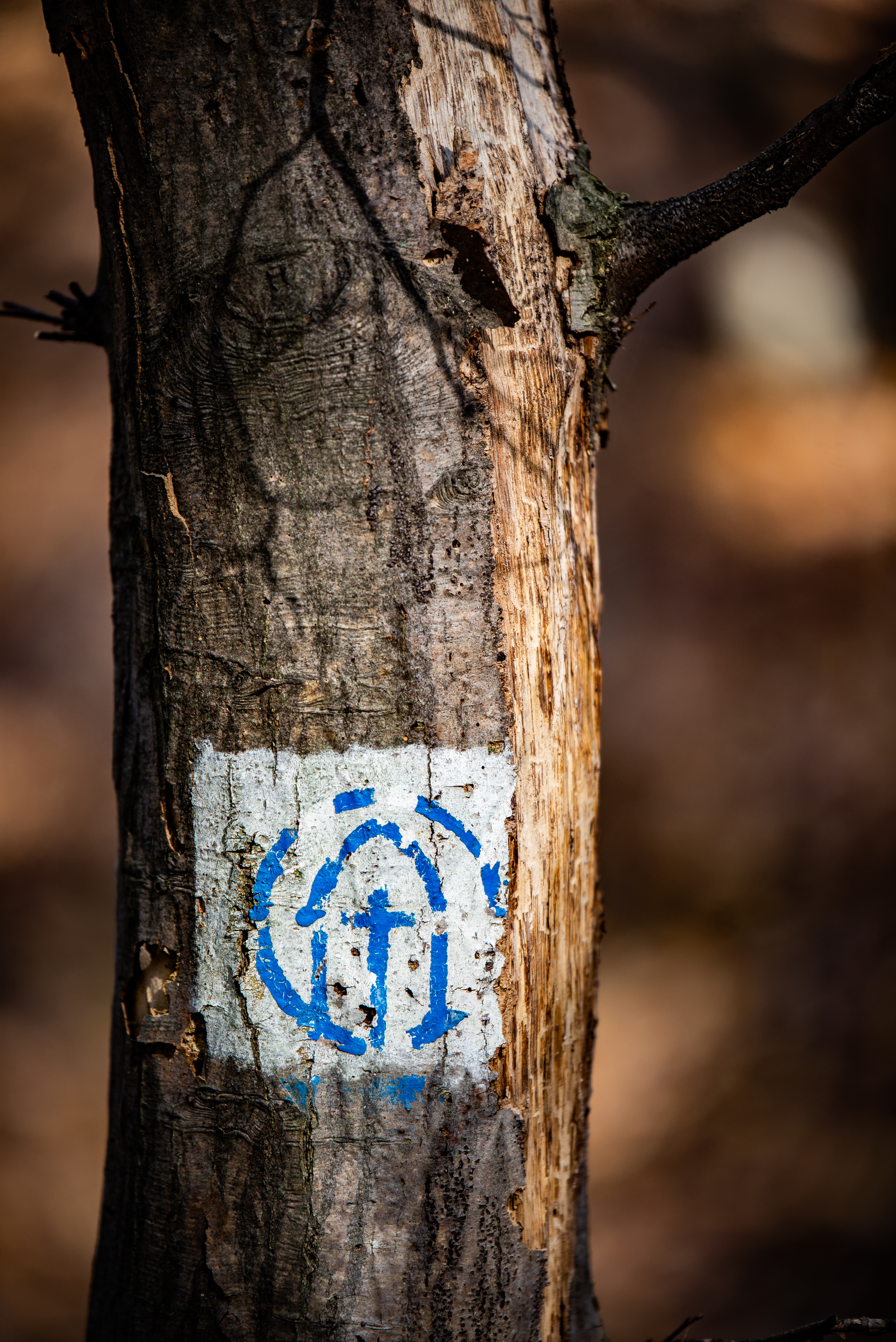
Skóciai Szent Margit Emlékút turistajelzése. Fotó: Glasz Fotó

A vár tulajdonosaira egy 1235-ből származó birtokadományozó oklevél utal, mely Bertalan pécsi püspök birtokszerzeményeit rögzíti. Az oklevélben Máza község határleírásánál szerepel két ízben is Nádasd falu, a nádasdi britek földje „cum terra britanorum de Nadasth” elnevezéssel. Magának a várnak az első okleveles említése 1309-ből maradt fenn. Az erődítmény pusztulásának okai ismeretlenek, a mohácsi csata után többször már nem említik, a maradványait a környékbeli lakosok hordták szét lakóházaik és malmaik építéséhez. A vár Nádasd felé eső része töltötte be a külsővár, míg az Óbánya felé eső része a belsővár szerepét. Az igen szerény „palota” egy földszintes fazsindelytetővel fedett épület volt. A várudvar közepe táját keresztező építménysor északnyugati részén egy feltehetően többszintes, 8 méterszer 4,5 méteres toronyépület állt. Hasonló funkciót tölthetett be a belső vár délnyugati végén álló kerek toronyépület. Feltételezhető, hogy a tornyokhoz egy-egy felvonóhíd vezetett az alatta mélyedő sáncok felett.
Egy másik monda szerint a ma már romos és alig látható, de valamikor erős, büszke várat Attila hun király építtette feleségének, Rékának, mely róla kapta a nevét. Azonban a sokak számára szokatlanul hangzó és ismeretlen Réka szót később a hozzá hasonló hangzású rákkal cserélték föl a helyiek. A névcserét valószínűleg az a tény is alátámasztotta, hogy a völgy patakjában sok rák élt.
Érdemes végigjárni a skót királynéról elnevezett túrautat, mely a Réka-vártól vezet a Kelet-Mecsek egyik legszebb vidékén egészen Pécsváradig. A Skóciai Szent Margit Emlékút 16 km hosszú, mely egyedi turistajelzéssel rendelkezik.

## Gasztronómiai és borturizmus
„Sok gombócot a gyomorba, aztán irány dolgozni.” A nádasdi sváb gasztronómia alapját évszázadokon át ez a mottó határozta meg. A mindennapok étele egyszerű, mégis laktató módon készült el, rendszeresen visszatérő alapanyagokból, mint a bab, a dara, a morzsa vagy a káposzta. A tipikus helyi, sváb ételek a jelenkor gasztronómiájában is visszaköszönnek, az éttermek kínálatában előszeretettel megtaláljuk őket. Azonban a mecseknádasdi vendéglátóhelyek étlapja ennél jóval sokszínűbb. A kiváló olasz ízek, a változatos húsos és zöldséges ételek és a finom sütemények széles választéka megjelenik az étlapokon. A rendezvényekre ellátogatva pedig kóstolhatunk többek között kakaspaprikást mecseknádasdi módra, sült pisztrángot vagy vadpörköltet is.
Helyi sváb ételek:
- Kakaspaprikás házi metélt tésztával
- Peke Khipfl (sváb kifli kelt tésztából)
- Héveknédl bablevessel (sós vagy édes kelttészta)
- Káposztás, hurkás gőzgombóc
- Saure Prie und Eier (savanyú egytálétel tojással)
- Sausch (ebéd disznóvágás alkalmával)

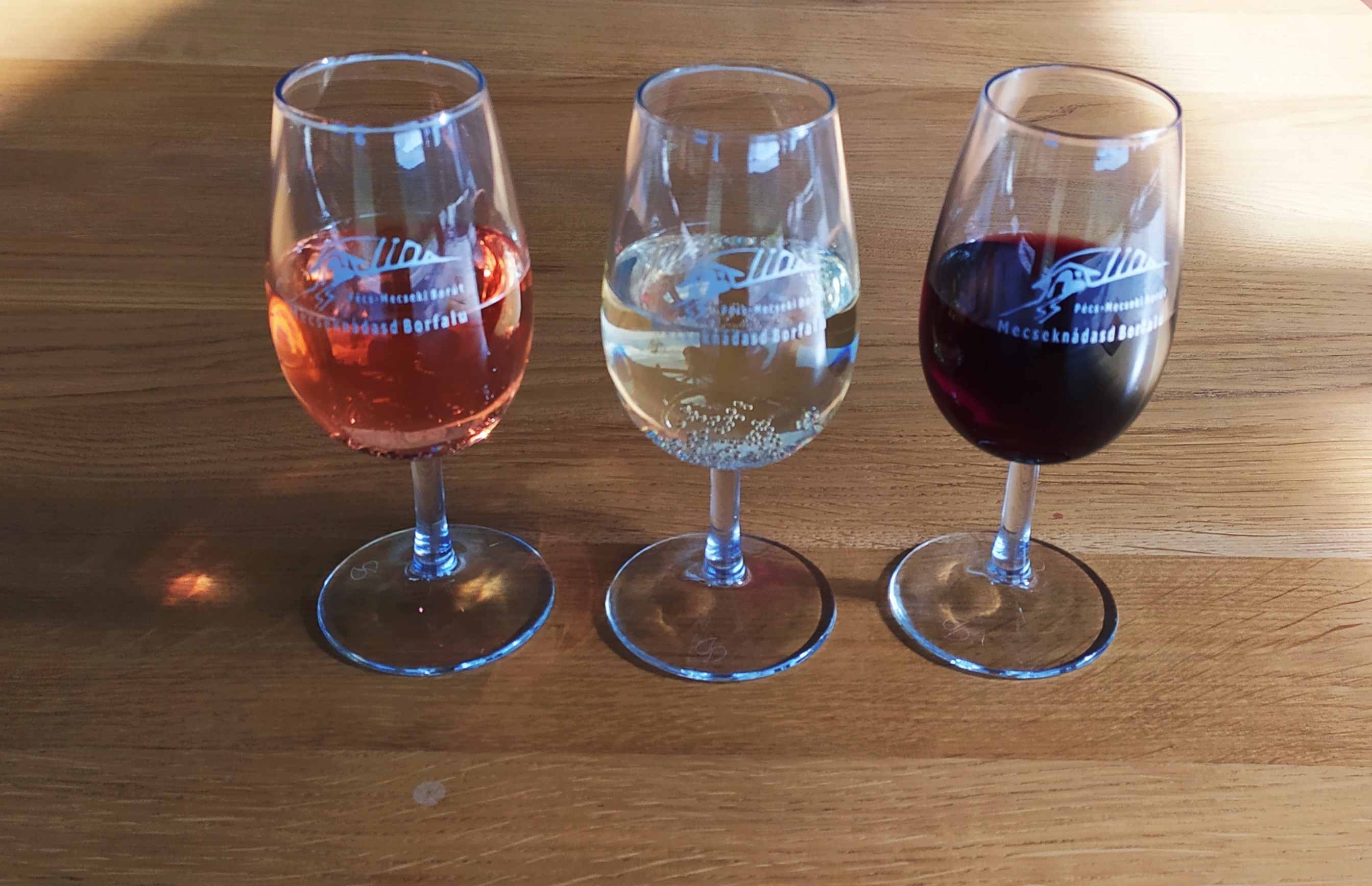
Mecseknádasdi borok. Fotó: Pintér Réka

- Faschingskrapfen (farsangi fánk)
- Trude Krapfen
- Tirre Krapfe
- Gvattrmannstuse
- Schneepallr
- Nádasdi rétes
- Babtorta

### Borászat
A mecseknádasdi szőlőtermesztés és borkészítés a római korig nyúlik vissza, melyben erősen érződik a szerb és a sváb borkultúra is. A kedvező természeti adottságok, az évszázadok tapasztalati, kiegészülve a modern technológiával jól beazonosítható borokat eredményeznek a településen, melyre jelentős borturizmus is épül. Mecseknádasdon a Pécsi Borvidék és a Pécs-Mecseki Borút részeként sokan foglalkoznak szőlőtermesztéssel és bortermeléssel. A szőlő területe a 70 hektárt is eléri, és a pincékben sorakozó tölgyfa- és koracél-hordók évről évre megtelnek újborral. Mecseknádasd két országosan ismert pincészettel rendelkezik, ezek a Hetényi Pincészet és a Wekler Családi Pincészet.

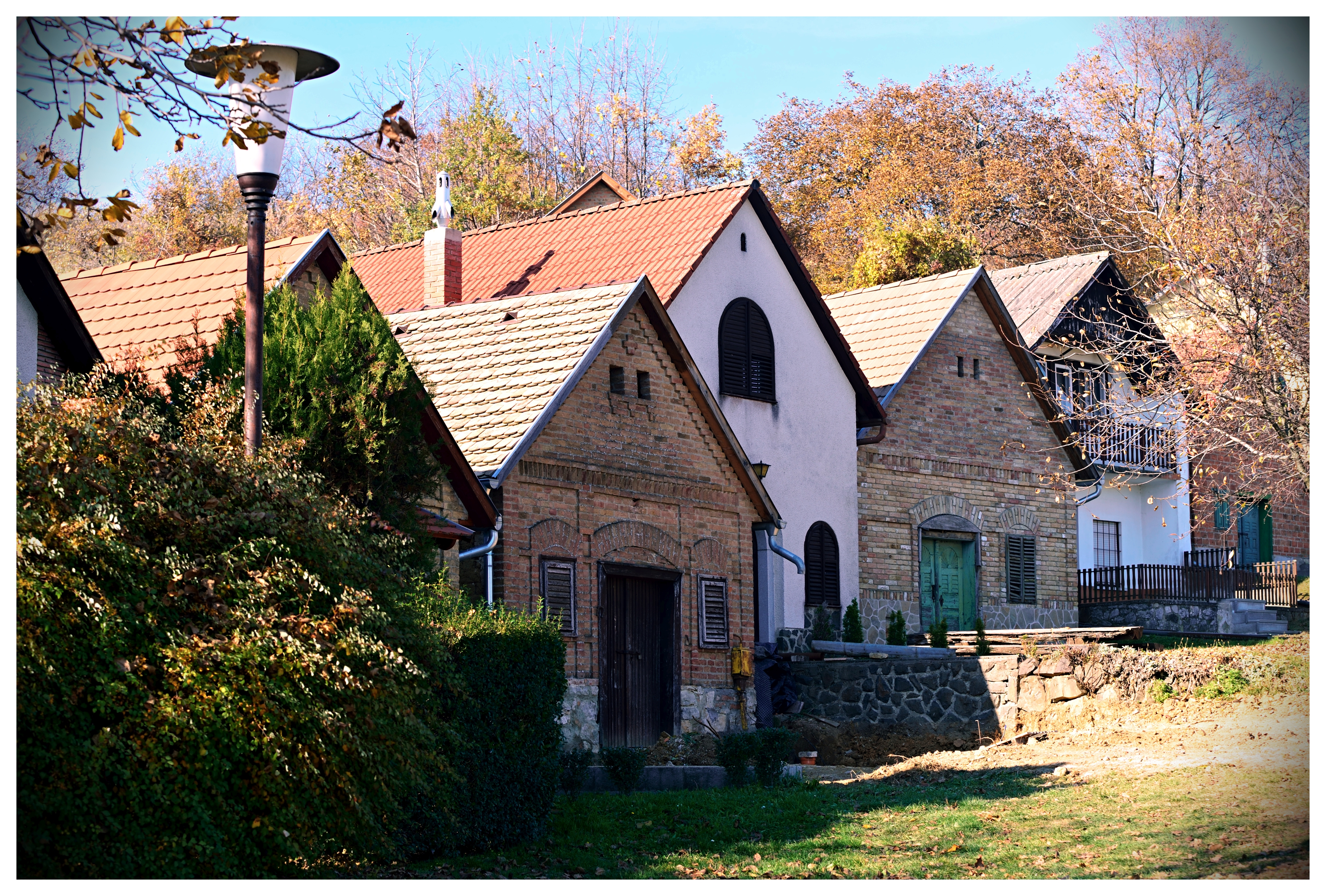
Trieb-pincesor. Fotó: Glasz Fotó

A főutcára merőlegesen felfutó öt nagy pincesoron (Trieb, Schlawak'r Grund, Czehmanns Grund, Linkhohl, Rékavölgyi-pincesor) több száz, kisebb pince sorakozik. Továbbá, a két nagy családi pincészet is található itt. A falu nyugati végén a Hetényi Pincészet és Birtok; míg a Wekler Családi Pincészet az alsófaluban, a keleti részen tűnik fel. A borosgazdák a rozékat könnyedebb savakkal, illatos, kora nyári gyümölcsökre emlékeztető módon készítik, elsősorban Kékfrankos szőlőből. Mecseknádasdi jellemző borok:
Fehérborok: Cirfandli, Olaszrizling, Rizlingszilváni, Zöldveltelini, Szürkebarát, Cserszegi fűszeres, Királyleányka, Sauvignon blanc
Vörösborok: Kékfrankos, Portuguiser, Merlot, Kékoportó, Cabernet franc

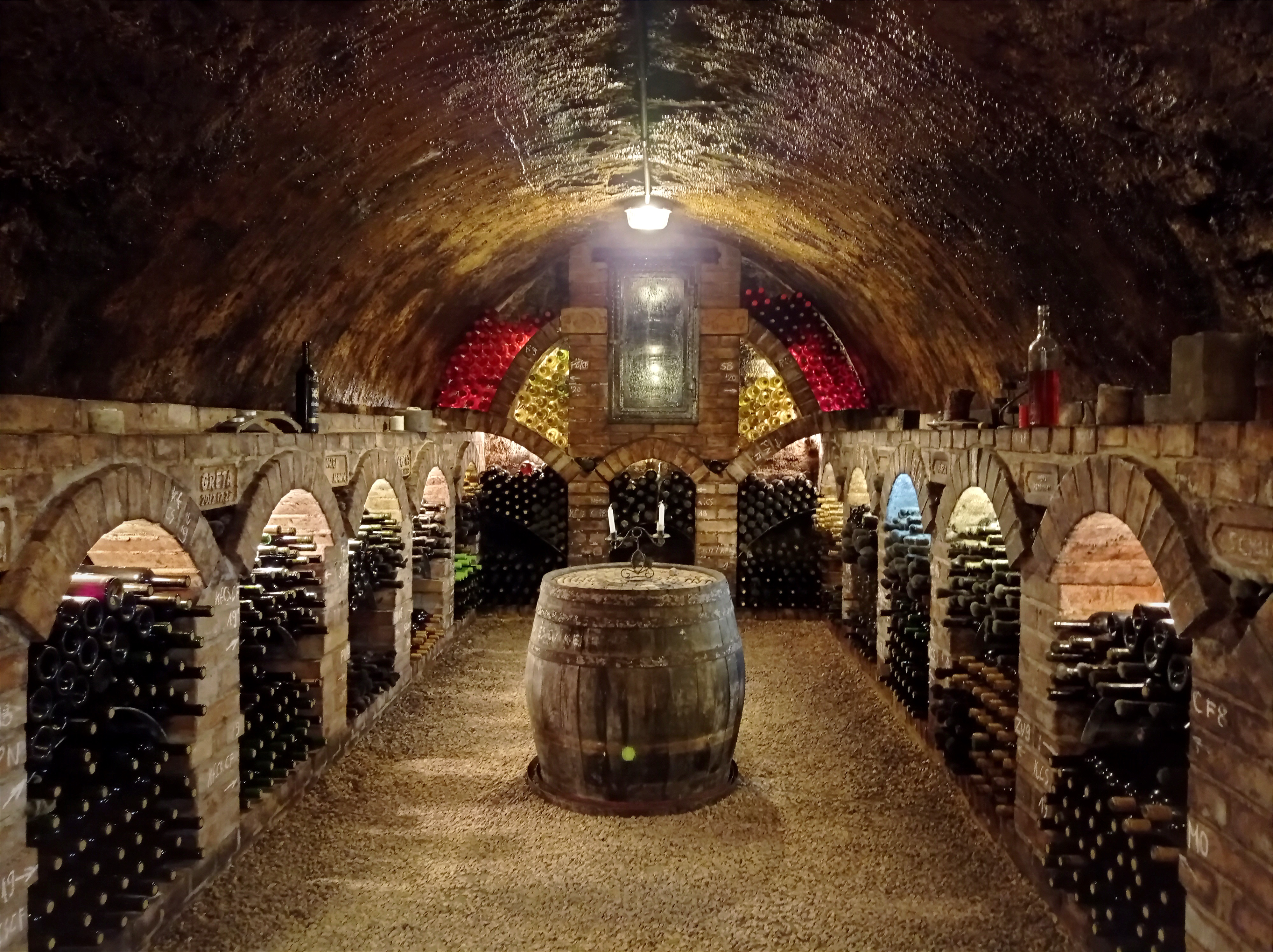
Hagyományos borospince. Fotó: Pintér Réka

Mecseknádasdon a mai napig rendeznek pincejárásokat egész évben, mely szokás hosszú időre nyúlik vissza, melyet csak „pincézésnek” hívtak a helyiek. Legfőképpen ősszel, a szarvasbőgéssel egy időben indult meg a pincézés, mely az újborok időszaka is egyben. Vasárnap délután vagy ünnepnapokon a borosgazdák megindultak a pincesorok felé, hogy megkóstolják egymás borát. Régi szokás, hogy ha egy mecseknádasdi ember meg akarta tisztelni egy a városban élő ismerősét, akkor őt a pincébe hívta meg.

### Kézműves sörfőzés
Mecseknádasdon nem csak bor, hanem prémium minőségű kézműves sör is készül. A Karl Mikrosörfőzde & Bisztró különlegessége, hogy azt egy régi borospincében alakították ki a Schlawak'r Grund pincesoron. Előzetes bejelentkezés alapján sörkóstolást, sörvacsorákat, tematikus söresteket, élmény sörfőzéseket, egyedi sörök készítését, csapatépítőket és egyéb, a sörrel és gasztronómiával foglalkozó programokat is lehet tartani az egykori borospincében. Az itt gyártott sörök közé tartozik a Réka, Sötét Mecsek, Süket bálna, Taknyos Varjú vagy Nádasd, ez utóbbit a helyi lakosok féláron vásárolhatják meg. A kis kapacitású főzde emellett számos egyedi terméket is készített éttermek, zenekarok, rendezvények vagy magánszemélyek számára.

## Népi kézműves mesterségek

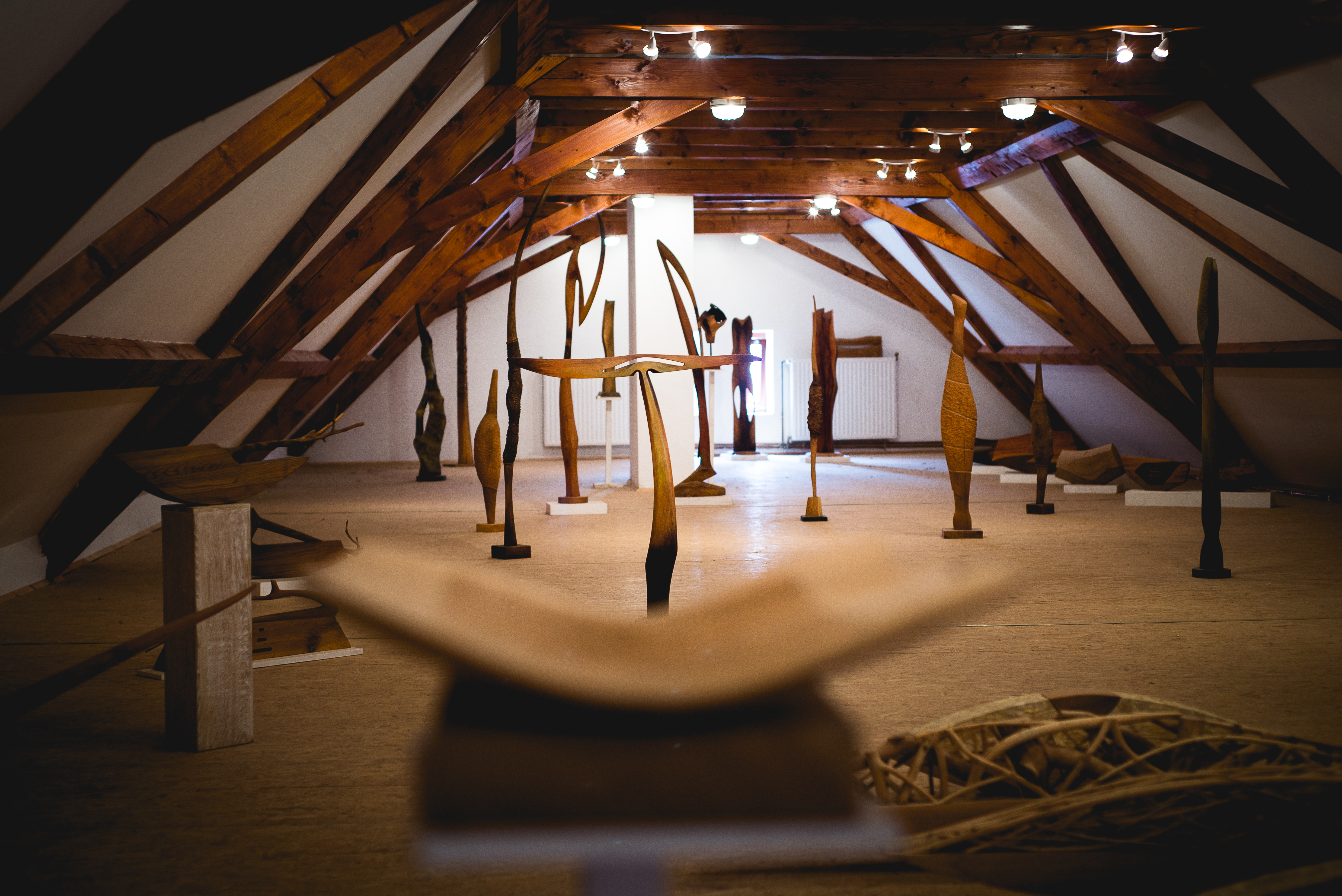
Dechandt Antal fafaragó és szobrászművész műhelye és kiállítása. Fotó: Glasz Fotó

Mecseknádasd egykoron az egész megyében és a régióban is elsősorban iparosairól és kézműveseiről volt nevezetes. A környéken folytatott régészeti feltárások is ezt bizonyítják, a Réka-vár és a Várhegy (Schlossberg) területének középkori leletei fejlett kerámiaművességről tanúskodnak. A környéken jó minőségű alapanyagot biztosító agyagbányák találhatók, amelyeket a korábbi időszakokban is használtak. A 18. századból származó első összeírások, valamint a későbbi hivatalos felmérések szerint a környező településekhez képest Mecseknádasdon több mesterember és kézműves élt. A kézművesek létszámát tekintve más uradalmakhoz viszonyítva a korabeli Mecseknádasd megelőzte a jóval nagyobb népességű Pécsváradot, és Siklóst és Bólyt is. Az ide érkező német telepesek a helybéli nyersanyagadottságok (a kő, az agyag és a fa) lehetőségeit felhasználva hasznosították az anyaországban megszerzett tudásukat, és virágoztatták fel ismét a falut. A németek Mecseknádasdra érkezésétől, 1718-tól 1752-ig 26-féle mesterség művelői laktak a településen. Az anyakönyvekben fennmaradt információk is a kézművesek koncentráltabb jelenlétét igazolják. Figyelemre méltó többek között a kőfaragók, molnárok, a fazekasok, a takácsok, a bognárok, kádárok, valamint az üvegfújók akkori számaránya.
Mecseknádasd legjelentősebb és legismertebb kézműves mesterei a kőfaragók voltak. A mintegy 150 évet felölelő munkásságuknak kiemelkedő darabjai a dél-dunántúli kőfeszületek többsége, emellett számtalan díszes sírkövet is faragtak. Az idők során kőfaragódinasztiák jöttek létre, akik gyakran házasodtak egymás között, és szóbeli megállapodások alapján osztották fel egymás között a dél-dunántúli piacot, és látták el a pécsi egyházmegyét különféle faragványokkal és szobrokkal. A leghíresebb ilyen dinasztiák az Amrein, Dittrich, Elblinger, Frey, Gebhardt, Gradwohl, Keszler, Reisz, Schneider és a Wekler család voltak. Az alapanyagot kezdetben a helyi bányákból kitermelt, jól faragható homokkő biztosította, a későbbiekben már távolabbról, akár Süttőről vagy a mai Szlovénia területéről is szállítottak alapanyagot. A szakma aranykorában, 1833-50 közt egyszerre 28 kőfaragóműhely működött a településen, de még a 20. század elején is 16-an foglalkoztak ezzel. A kőkeresztek korszakának az ipari mennyiségben gyártott fémkorpuszos fakeresztek, valamint a kitelepítés és a szocializmus vetett véget.

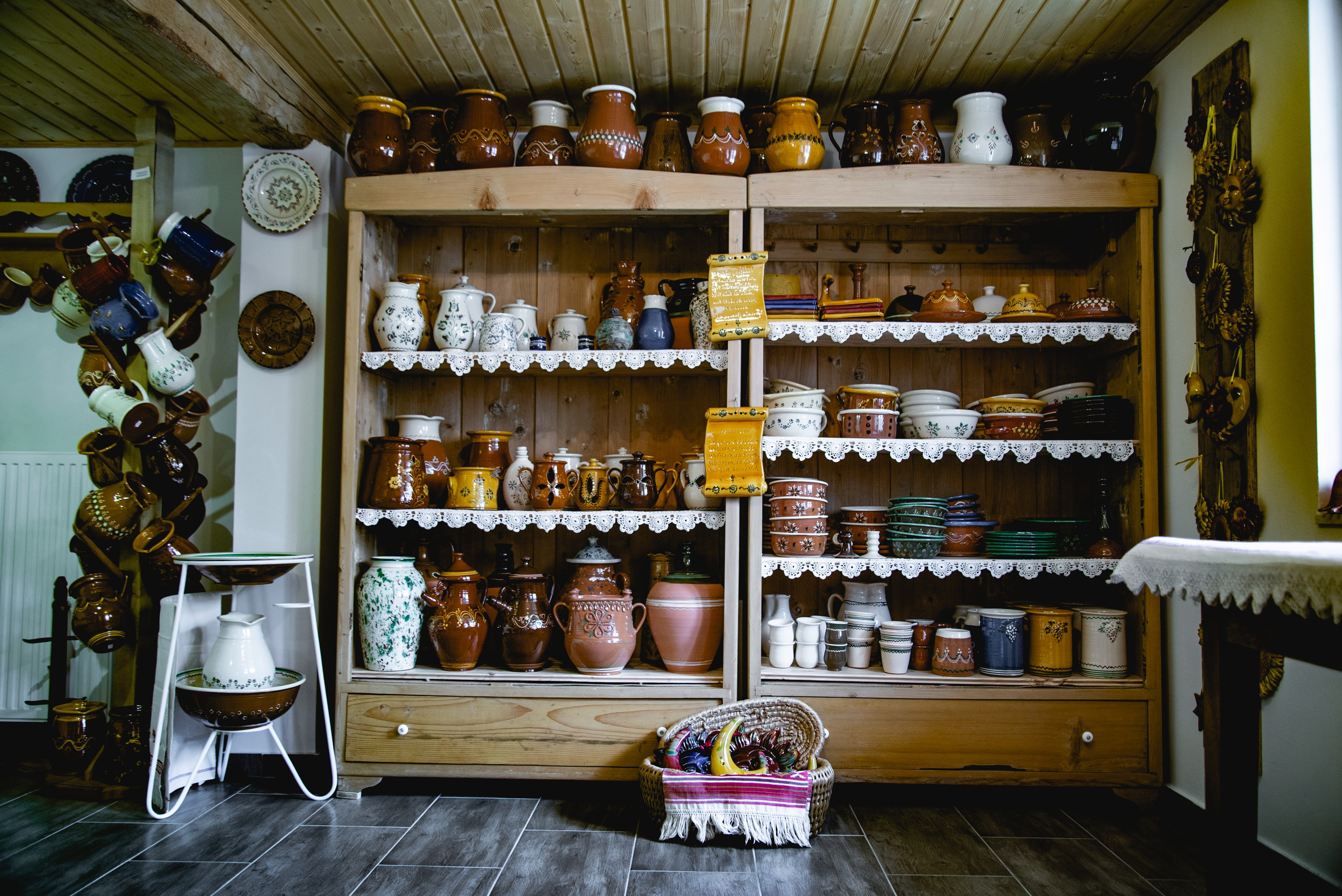
Gradwohl Zsolt népi iparművész fazekas műhelye. Fotó: Glasz Fotó

Napjainkban is számos olyan mesterember, kézműves vagy művészember él, akik a hagyományokat őrizve ápolják a több évszázados tudást, modern köntösbe bujtatva azt. A nyitott műhelyek egész évben várják az érdeklődő turistákat, ahol bepillantást nyerhetnek a kulisszák mögé. Az interaktív bemutatók és foglalkozások mellett, a mesterek helyi saját termékeiből álló kiállítása is megtekinthető. Kis szuvenír vásárlása miatt is érdemes őket felkeresni:
- Bánhegyi Roland méhész
- Dechandt Antal fafaragó és szobrászművész
- Gradwohl Zsolt népi iparművész, fazekas
- Teimel Cintia keramikus
- Keszler-vízimalom

## Vallási turizmus
A Mecseknádasdi Szent György Római Katolikus Plébánia területén számos olyan épített emlék található, amely a közösség több évszázados katolikus hitéről tanúskodik. Ezek egy része szakrális, de található több olyan is, amely soha nem bírt szakrális jelleggel. A Szent-György-templom mellett, hat kisebb kápolna jelzi az aktív vallási életet, melyek látogatottsága korlátozott, de érdemes kívülről is szemügyre venni őket. Az épített értékeink tehát a vallási, spirituális feltöltődés mellett; azok építészeti és kulturális jelentőségükkel is érdeklődésre tarthatnak számot. A zarándokok körében kedveltek a településen keresztülhaladó szakrális tematikus utak is, melyek mentén zarándokszállások várják a megfáradt turistákat. Mecseknádasd területén vezet a Magyar Zarándokút, illetve a nemzetközi jelentőségű Mária Út is. A külterületén pedig a Skóciai Szent Margit túraútvonal található Mecseknádasd és Óbánya között.

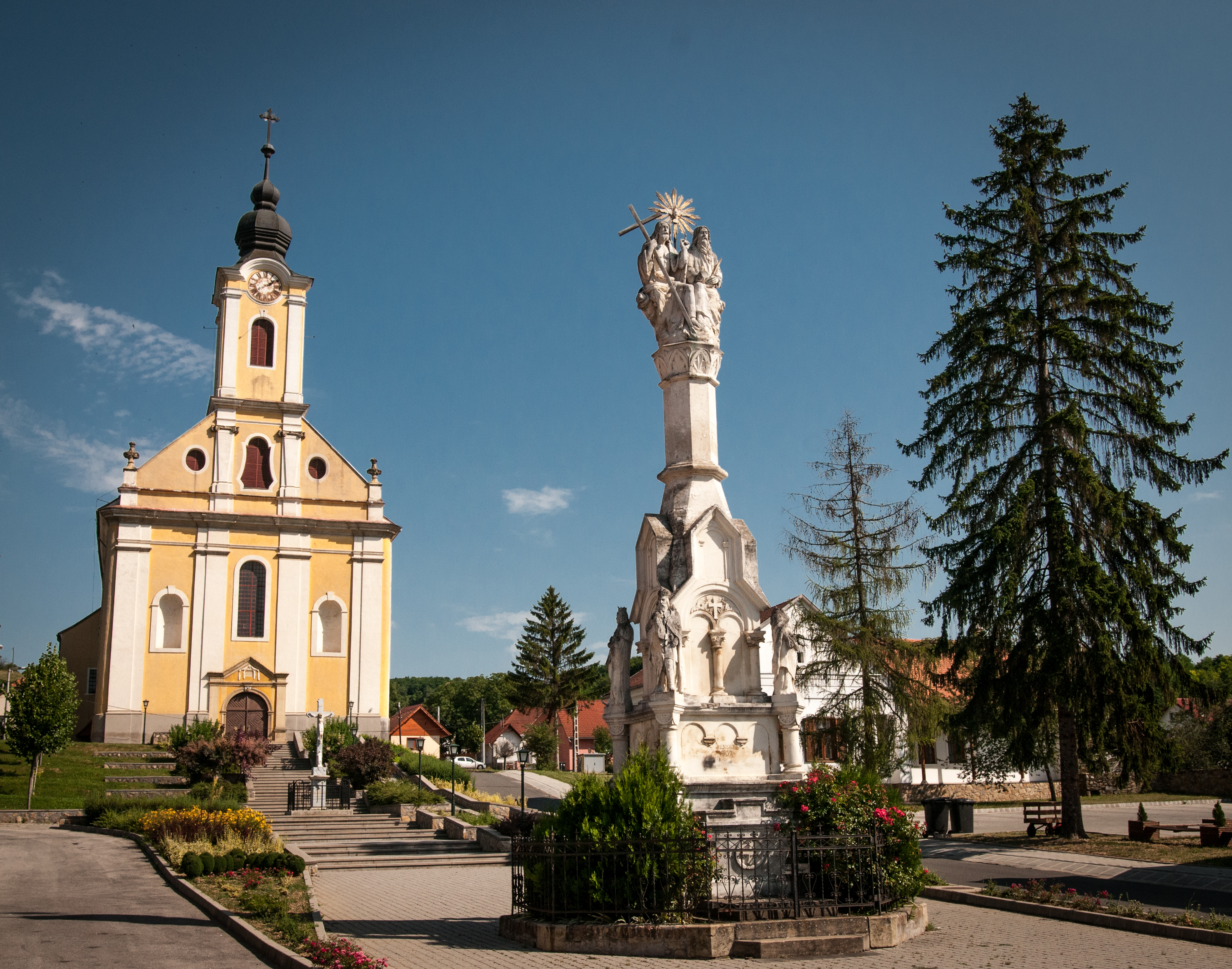
Szent György-templom és Szentháromság-szobor a Templom-téren. Fotó: Glasz Fotó

### Szent György-plébániatemplom
A mecseknádasdi plébánia 18. századi újraszervezésekor, 1719-ben a hívek még a fölsőfaluban álló kisebb Szent István templomot használták plébániatemplomként. Az egyházközség egyik jelentős plébánosa, Nikolaus (Miklós) Pfeiffer idejében épült fel az új templom a falu birtokosának, Klimó György pécsi püspöknek a támogatásával, így a templom a titulusát a püspök védőszentjéről, Szent György vértanúról kapta. A templom alapkőletétele és felszentelése között 10 év telt el (1760-1770). Barokk stílusban épült egyhajós, homlokzati tornyos templom. A szentély félköríves záródású, és három boltszakasza van. Tervezőjét nem ismerjük.
A templomban összesen négy oltár van, három barokk-kori, valamint a II. vatikáni zsinat után elhelyezett ún. szembemiséző oltár. A három igen kvalitásos barokk oltárkép alkotója a neves bécsi festő, a kapucinus Johann Baumgartner volt. Sajnos a képek igen rossz állapotban vannak, hisz megfestésük óta nem lettek restaurálva. Belátható időn belül nem is lesznek, mivel ennek költsége akkora, hogy egy ilyen kis közösség azt nem tudja finanszírozni.

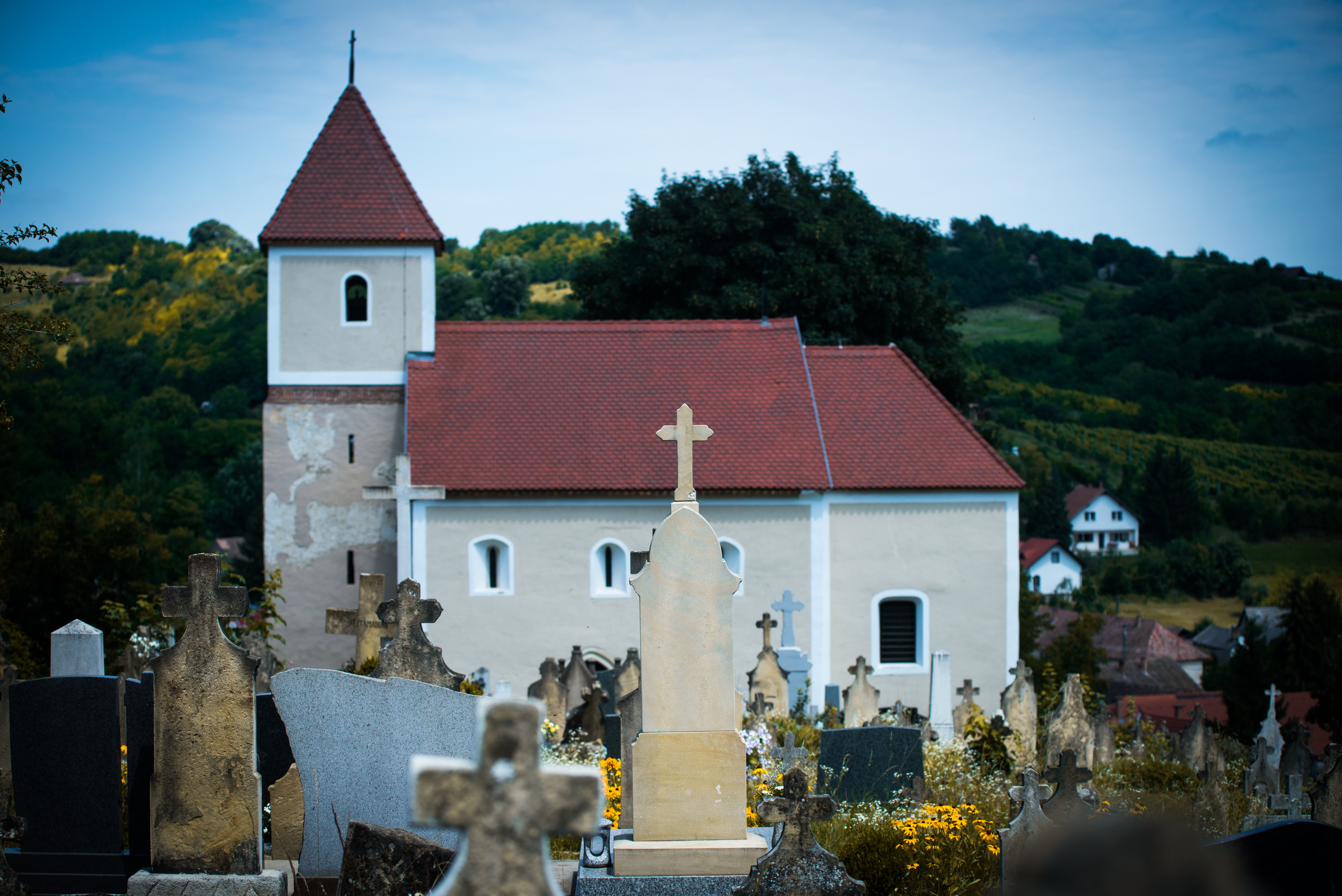
Árpád-kori Szent István-kápolna. Fotó: Glasz Fotó

A templomban látható Skóciai Szent Margitnak, a skót nemzet védőszentjének ereklyéje, mely a skót katolikus egyház, jelesül G. J. Gray bíboros-érsek ajándéka. Az ereklye 1971-ben, dr. Cserháti József megyéspüspök kérésére került az egyházmegyébe. Az eredeti, teljes ereklye megosztásra került, és a másik része a Pécs melletti Kozármisleny akkor épült, és Skóciai Szent Margitnak szentelt plébániatemplomába került.

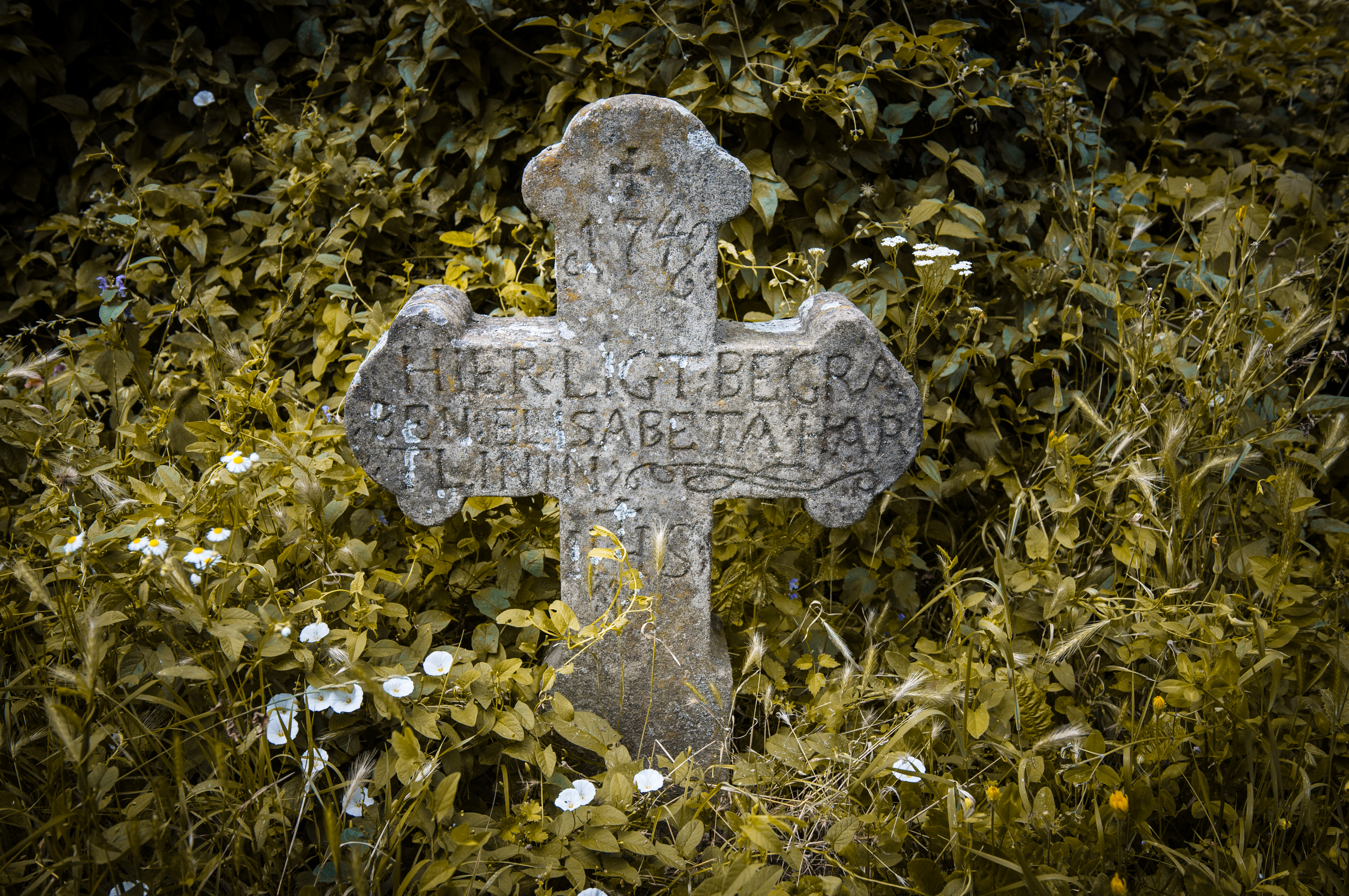
Az első német telepesek sírkeresztjei a Szent István-kápolna temetőkertjében (1742.) Fotó: Glasz Fotó

### Szent István-kápolna
A mecseknádasdi Szent István-kápolna a 6. számú főközlekedési út mentén, festői útkanyarban áll, a hegyek közvetlen szomszédságában. Méretei, építészeti részletei szerények, mégis jelentős a környezetéhez tartozó középkori történeti emlékek miatt. Helyénél fogva látogatottsága ma is élénk. 1970-72-ben helyreállítása során több azonos értékű építési korszak maradványait kellett értelmezni. Mint ahogy arról már korábban szó esett, az első román templomból mindössze az alapfalak és a nyugati homlokzati fal található meg. A XIII. században bővített templomból a toronytest szinte sértetlenül áll a második emelet, illetve a fogsoros párkány magasságáig. A középkori periódusok közül leginkább a XIV. századi maradt ránk, de szólni kell a romossá vált templom XVIII. századi átépítéséről is. Méretéhez képest tehát e kis épületnek igen sok arca volt. Ezekben közös: egyszerűsége, méretéhez illő szerénysége volt. A középkori szint visszaállítása és az első templom bemutatása érdekében a szentélyben levő barokk oltárt elbontottuk ugyan, de helyére éppoly egyszerű, visszafogott formájú és méretű berendezési tárgyak kerültek. Minden rendelkezésre álló eszközt felhasználtunk arra, hogy a történeti részleteket minél kézzelfoghatóbban érzékeltessük. Megkülönböztethető falazóanyaggal újjáépítettük a XIII. századi sekrestyét. Ennek oka, hogy a templomtérben rendetlenséget okozó, a működő templom funkciójához tartozó tárgyak itt elhelyezhetők legyenek. Szólni kell még a templomot körülvevő kerítőfal helyreállításáról, melynek pontos alaprajzi helyzetét a régészeti feltárás tisztázta. A kerítőfal egyben támfal is, és a keleti, illetve északi oldalon erősen lehordott terep további pusztulását akadályozza.
A 6-os főút mellett álló keletelt kápolnát az okiratokban mint „Ecclesiam Sancti Ladislai Regis” találták meg (II. András, 1235), majd 1330-ból származik plébániaként való említése (a tolnai főesperességhez tartozott). Szentélye egyenes záródású, amelyhez északról sekrestye csatlakozik (13. sz.). E század második felében épült fel a torony is a nyugati falra. A következő évszázadban kibővítették, majd a század végén freskókkal díszítették. 15. és a 16. sz-ban védművek épültek a templom mellé: egy négyszögletű torony és elkészült a körítőfal. Az épületet az 1700-as években betelepülő őseink jó ideig továbbra is plébániatemplomként használták. A korábban megrongálódott templom felújítása 1723-ban történt meg. Noha a Bajorországból hozott szentkultusz tovább élt a közösségen belül (különösen Szent Kiliánnak, a „frankok apostolának” tisztelete), a templom titulusa – feltehetőleg a betelepülők új identitásának megteremtése végett – mégis Szent István lett. Ekkor a falu még jórészt a templom környékén terült el. A község növekedése miatt új plébániatemplomot kellett építeni, és annak elkészülte után a kisméretű templom liturgikus használata csökkent. Érdekesség, hogy a falu főbúcsúja továbbra is Szent István napja maradt, s nem szorította ki a plébániatemplomé (Szent György napja). A kis kápolna jelenleg főként elhunytak búcsúztatását szolgáló temetőkápolnaként hasznosul, de évente többször különféle szentmisét is tartunk/tartanak itt. Ezek főként esküvők, évfordulós megemlékezések, gyászmisék. Sajnos a hetvenes évek elején lezajlott feltárás és felújítás óta a templom bizonyos részei (pl. tető, homlokzat) tönkrementek, rövid időn belüli felújításuk elengedhetetlen. Egy turisztikai célú pályázat jóvoltából a templom díszkivilágítása 2004. augusztus 20-án került felavatásra.

### Hétfájdalmú Szent Szűz-kápolna (Kálvária)

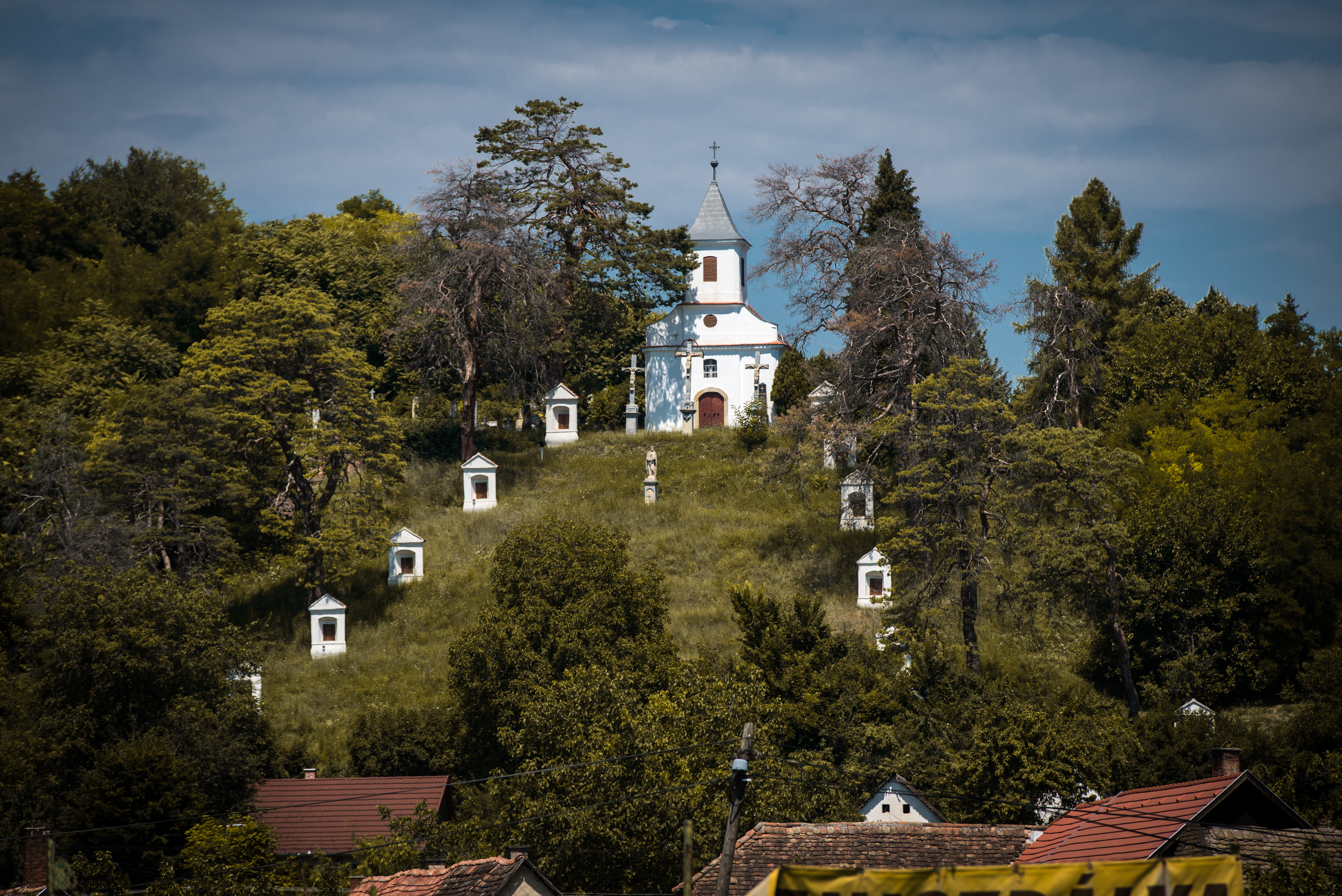
Hétfájdalmú Szent Szűz-kápolna (Kálvária). Fotó: Glasz Fotó

A helyi lakosok által csak kálvária dombként nevezett helyen áll a Hétfájdalmú Szent Szűz kápolna és a hozzá tartozó, a domboldalon elterülő Kálvária, ami három feszületből, egy Mária szoborból és 14 stációból. Magát a Kálváriát 1798-ban emeltették a község lakosai saját költségen, melyhez Szepessy Ignác püspök támogatásával épült fel 1811-ben a kápolna. A Kálvária 14 építményből áll, melyek a kápolna két oldalán szimmetrikusan vezetnek végig a domboldalon, és Krisztus szenvedéstörténetét beszélik el Pilátus Ítéletszékétől a Golgotáig. A stációk kőből épültek, melyek fehérre vannak festve, tetejük cseréppel fedett és vaskereszt díszíti. A benne található képek eredetileg bádogból készültek, de 1995-ben rézlapokból kialakított domborművekre váltották le őket, melyek 2006-ban kerültek felújításra. A kápolna előtt áll a három egységből álló, a keresztre feszítést ábrázoló szoborcsoport. A Krisztust ábrázoló feszületet 1815-ben Koloman Bernhardt készíttette, a másik két keresztábrázolás adományokból lett finanszírozva. Mindhárom szobrot helyi faragó művészek készítették homokkőből, és színesre vannak festve. A szobor együttes alatt található még egy életnagyságú Mária Ábrázolás 1874-ből, mely szintén homokkőből készült. A Kálvária megépülése óta többször részlegesen renoválva lett, utoljára 2006-ban, mely során a tetők kerültek felújításra és újrameszelték a stációkat. 2015-ben A Vállalkozók Mecseknádasdi Egyesülete jóvoltából, megvalósult a kápolna és a stációk megvilágítása, így a szemlélők sötétben is gyönyörködhetnek a kálváriadomb szépségében.

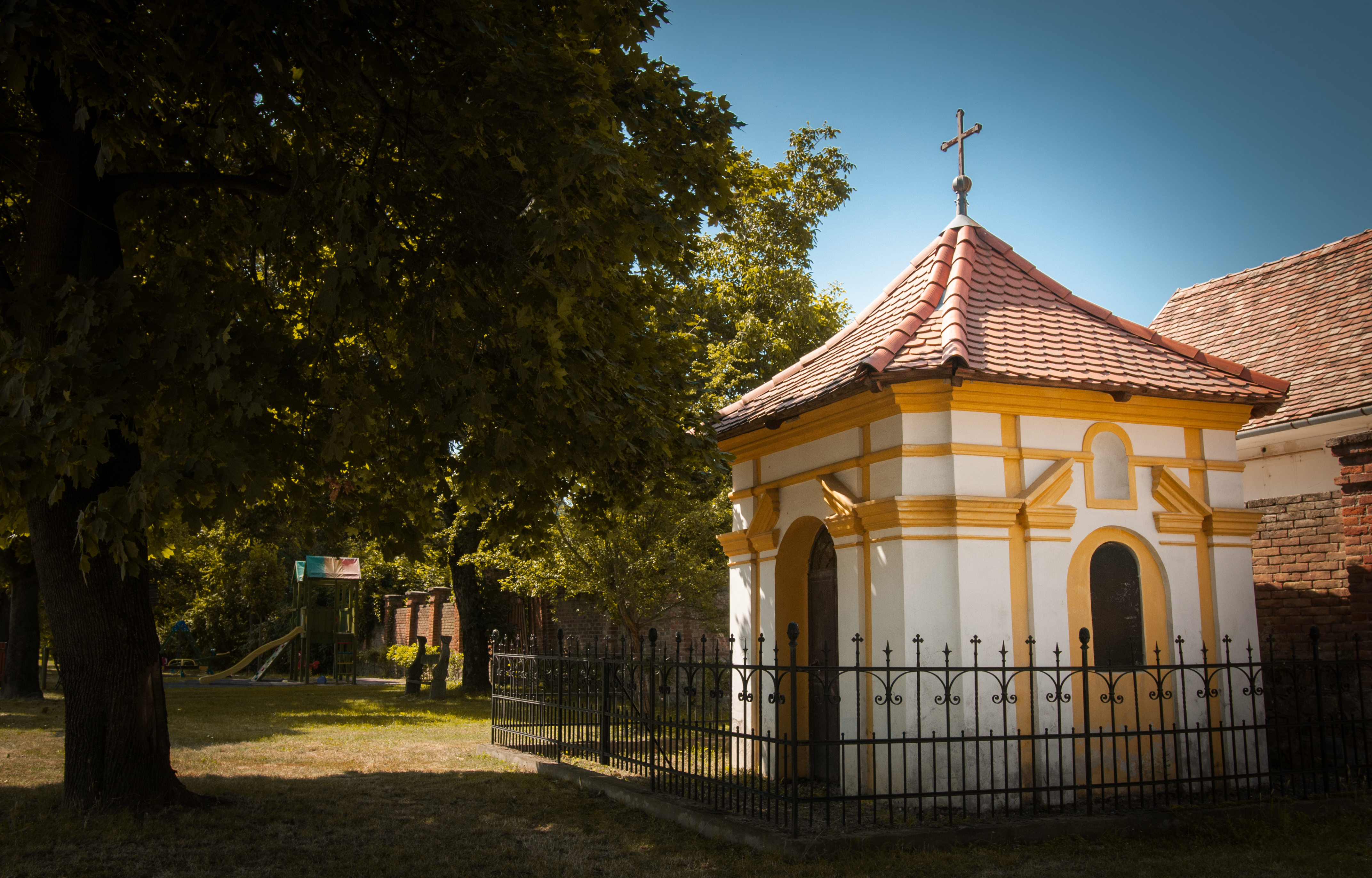
Vérrel Verejtézkező Krisztus-kápolna. Fotó: Glasz Fotó

### Vérrel Verejtézkező Krisztus-kápolna
A faluba a 6-os főút felől érkezvén ezzel a kápolnával találkozunk másodjára, mely a fentitől mintegy 100 méterre áll a Jókai és Rákóczi utcák kereszteződésében. A török után a németek betelepítésekor a Szent István kápolnánál kezdték el Nádasd újjáépítését. Ahogy a lakosság szaporodott, a község a Réka/Öreg-patak folyási irányába terjeszkedett tovább, így a falu centruma mind távolabb került a Szent István templomtól, mely 1719 óta plébániatemplomul szolgált. Hogy a híveknek ne kelljen olyan messze menni a templomba, 1749-ben egy Johann Wagner nevű molnár saját telkén felépíttette a nép körében „Strasskapelle”-nek nevezett barokk kápolnát, melyet a Vérrel Verejtékező Krisztus tiszteletére szenteltek fel. A kápolna a Buda-Pécs országút mellett épült fel. (A korban gyakori volt az ilyen útmenti kis kápolna, Strasskapelle építése. Mecseknádasdon ma, amikor az idősebbek „Strasskapelle”-t mondanak, akkor erre a kápolnára gondolnak, noha ezen kívül még másik kettő is van a faluban.) A kis kápolna berendezéséről, egy Krisztust a Getsemáni kertben ábrázoló oltárképről és a misézéshez szükséges kellékekről is ő gondoskodott. A 3x3 méteres, négyzetes alapterületű, csehsüveg-boltozatos épület homlokzatán erőteljes osztópárkánnyal és függőleges lizénákkal tagolt. Átmenetileg itt is tartottak istentiszteleteket. De ez a kápolna eleve kicsi volt, rossz időben különösen alkalmatlan misézésre, hisz a hívek kint álltak. Később úrnapján és a keresztjáró napokon a körmenetek állomása lett. Olyankor feldíszítették és előtte imádkoztak. Oltárképe és berendezése sajnos már korábban tönkrement. Az egyszerű oltár fölött egy olcsó 19. századi nyomat pótolta az oltárképet. A kápolna ma már nincs liturgikus használatban.
Az utolsó felújítása 2001-ben volt. Érdekesség, hogy az ekkor elvégzett tetőcserénél megtalálták az 1910-es években történt felújításkor elhelyezett „küldeményt” a gerendák között, a felújítók nevét tartalmazó iratot. A kápolna a plébánia tulajdona.

### Nepoumki Szent János-kápolna
A faluba Budapest felől a 6-os főúton beérő autós e kápolnával találkozhat elsőként: az új és a régi főutak kereszteződésében áll. Előbb az egykor rendkívül népszerű prágai jezsuita szent, Nepomuki Szent János életnagyságúnál nagyobb szobrát állították fel, még kápolna nélkül. Ez Eszterházy Pál László püspöknek volt köszönhető, aki az Öreg-patak (ma Réka-patak) közeli kőhídjára tétette a vértanú szobrát – ahogy ez nagyon sokfelé ma is látható – 1793-ban (pl. hozzánk legközelebb Bonyhádon). Az Öreg-patak egy 1816-os áradásakor elsodorta, megrongálta a hidat. Ezt követően 1819-ben állították a jelenlegi helyére, a pataktól távolabb a szobrot, majd később, 1830-ban Szepessy Ignác püspök felépíttette a kis kápolnát a szobor fölé. A kápolna jellegzetes példája a korban gyakori útmenti barokk emlékkápolnának („Strasskapelle”), a típusnak egy egyszerű, letisztult változata. A múltban számtalanszor felújították a hívek, és persze ilyenkor kisebb-nagyobb mértékben megváltoztatták. Legutoljára 2001-ben történt meg a felújítása a hívek adományaiból, amikor is a régi vakolás ki lett javítva, valamint újra lett festve a kápolna és a szobor. Sajnos a főút közelsége miatt azóta ismét rossz állapotba került az épület.

### Szentháromság-kápolna
A falu egykori főutcáján (ma: Kossuth utca), a lakóházak sorában áll a kb. 2x3 m alapterületű egyszerű kis kápolna. A kápolna belső berendezése is rendkívül puritán, de bizton mondhatjuk szegényesnek is. A Szent István-kápolna után Mecseknádasd legrégibb kápolnája, és ily módon védett műemlék. Johann Valentin Vizer plébános, aki 1777-ben kezdte a plébánia történetét vezetni, megemlíti, hogy már régóta álló kápolna, és a „hívek áhítata emelte”. Egykor az úrnapi körmenetek útba ejtették, de ma már nincs liturgikus használatban. A kápolna területe és az épület magántulajdonban van.

## Püspöki hagyaték

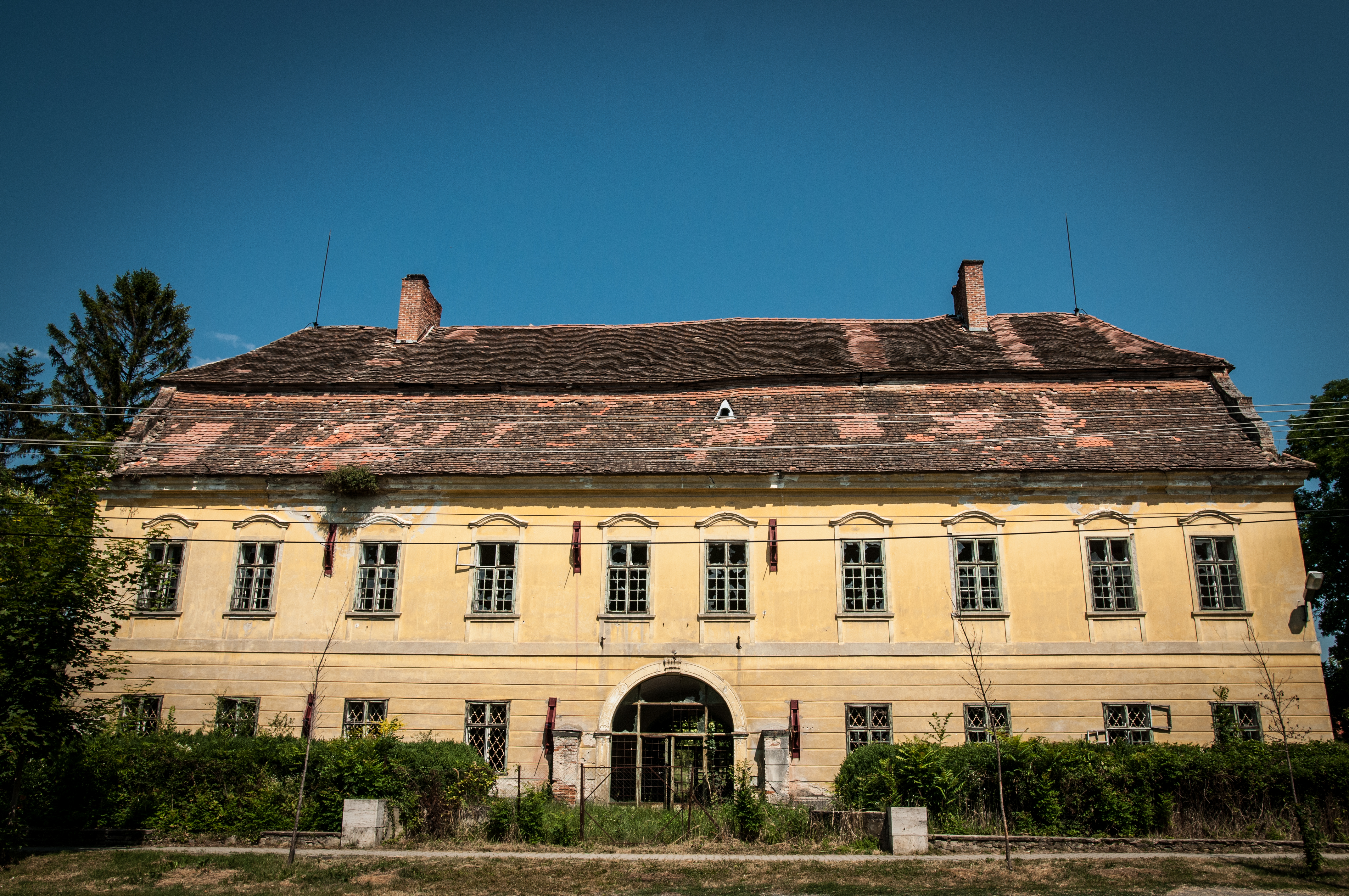
Az egykori barokk Püspöki kastély. fotó: Glasz Fotó

Mecseknádasd a mindenkori pécsi püspök nyári rezidenciájaként is szolgált, többek között a kedvező természeti és földrajzi elhelyezkedésének köszönhetően. 1752-1753 között épült fel a mecénás püspök, Klimó György barokk nyaralókastélya, annak hatalmas kertjével és parkjával. Az általa létesített gazdatiszti lakások, a magtár és a környező épületek napjainkra már csak részben láthatók, de így is jelentősen meghatározzák a településképet.

### Püspöki kastély és kert
A műemlék Püspöki kastélyt vagy Barokk kastélyt Klimó György pécsi püspök építtette fel 1751 és 1753 között a délre néző domboldalra. Az eredetileg egyemeletes kastélyhoz számtalan gazdasági melléképület és egyéb lakások is tartoztak. A kastély építésével egyidejűleg mögé vadaskertet, az épület elé nemes fákkal beültetett parkot, arborétumot létesítettek, amely napjainkra már megsemmisült. Az egykori park végében, a Schlossberg alján állt a festett, faragott mennyezetű kínai pagoda, melyet a pécsi püspök 1855-ben, a párizsi világkiállításon vásárolt meg. A hagyomány szerint vendégeit sokszor ebben a nyári lakban fogadta. Többek között a kastélyban szállt meg 1846 őszén (1846 október 24.) Pécsre vezető útja során Liszt Ferenc. Az itt tartózkodása során zenésítette meg a Pécsi Dalárda számára első magyar férfikari művet, Garay János „A pataknál” c. versét. „E házban éjszakázott Liszt Ferenc, a világhírű magyar zeneköltő Szekszárdról Pécsre utaztában 1846 október 24-én. Ekkor írta férfikarénekét Garay Jánosnak „A pataknál” című versére. Ez volt első szerzeménye magyar szövegre. 1870. szeptember 24-én ide újból visszatért.”

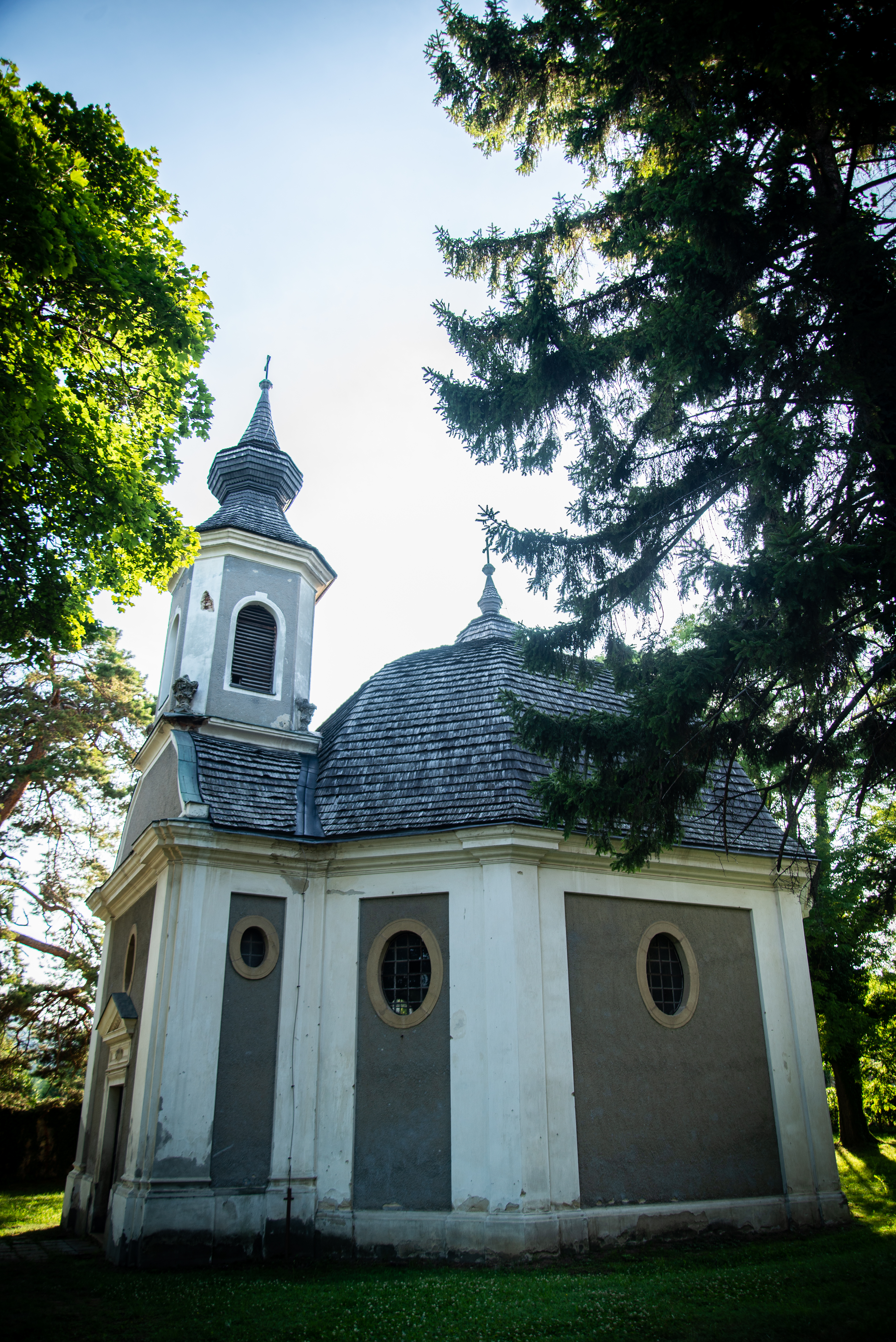
Havas Boldogasszony-kápolna. Fotó: Glasz Fotó

Az épületet később iskolaként, illetve könyvtárként hasznosították a 20. században. Az új iskola megépítése óta üresen áll, majd visszakerült egyházi tulajdonba. Jelenleg a püspöki magtár felújított állapotban nagyobb rendezvényeknek ad otthont kultúrcentrumként; míg a kastély jobb időket várva, erősen felújításra szorul, s napjainkban nem látogatható.

### Havas Boldogasszony-kápolna
A kastély közvetlen szomszédságában épült fel 1770-ben a kápolna. Érdekessége a római mintára készült nyolcszögletű, fazsindellyel fedett kupolája, melyet egy ismeretlen festő illuzionista értékes mennyezetfreskója ékesít. Ez teszi országosan is értékessé és páratlanná, hiszen ilyen díszítéssel csak Visegrádban találkozhatunk még. Nyolcszögletű alaprajzú, fazsindellyel fedett hagymakupolája van. Klimó György püspök a római San Andrea Quirinale kápolna mintájára építtette meg. Belseje teljes egészében, főként nonfiguratív és ornamentikus díszítésekkel festett. Sajnos a festő neve nem ismert. Illúzionisztikus mennyezetfreskója Antonio Galli Bibbiena hatását (pozsonyi trinitárius templom) mutatja. A barokk oltár eredeti képe elveszett, a ma is látható a 19. században készült, és a Szűzanyát a gyermek Jézussal mutatja.A bejárat felett magasodó torony hagymakupolával tekint az ég felé. A kápolnában máig alkalmanként litániák és szentmisék is vannak (búcsúnapja augusztus 5-én van). A kápolna tornyának tetőzete 1995-ben egy villámcsapás következtében leégett, de fel lett újítva. A kápolna a plébánia tulajdona.

## Rendezvények

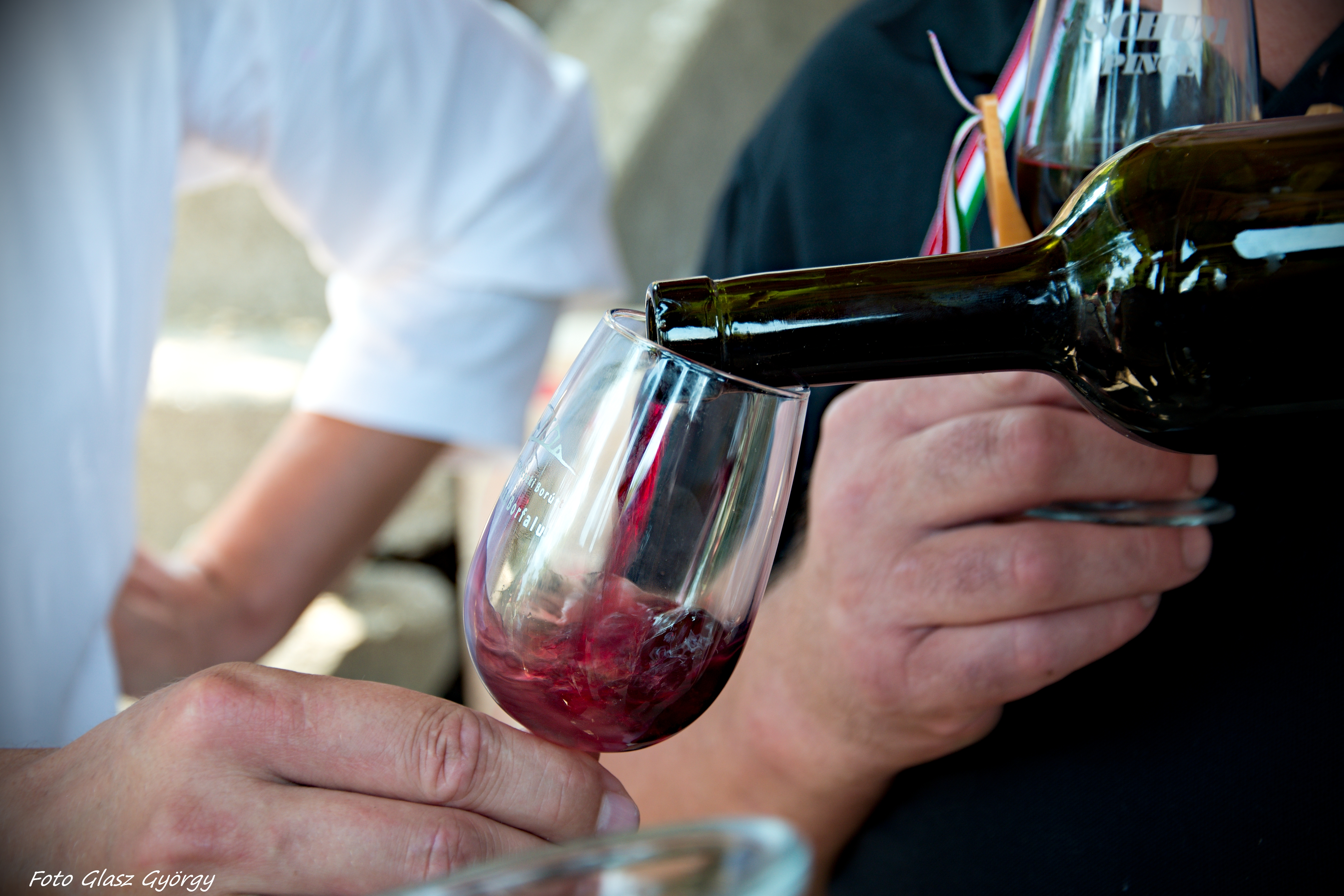
Számos boros rendezvényt és pincejárást szerveznek Mecseknádasdon. Fotó: Glasz Fotó

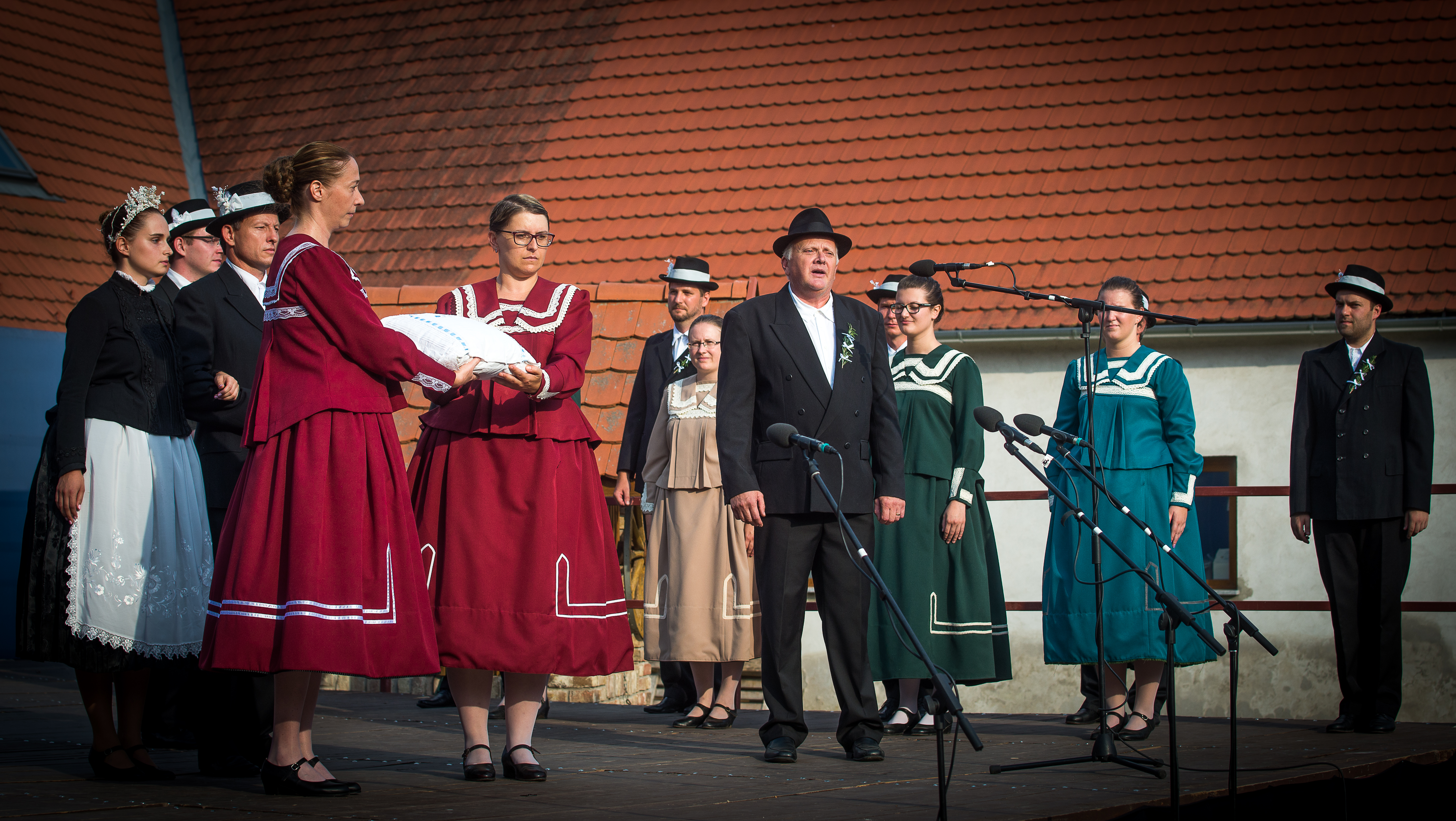
A hagyományőrző Nádasdi Búcsú augusztus 20-án, Szent István napján kerül megrendezésre. Fotó: Glasz Fotó

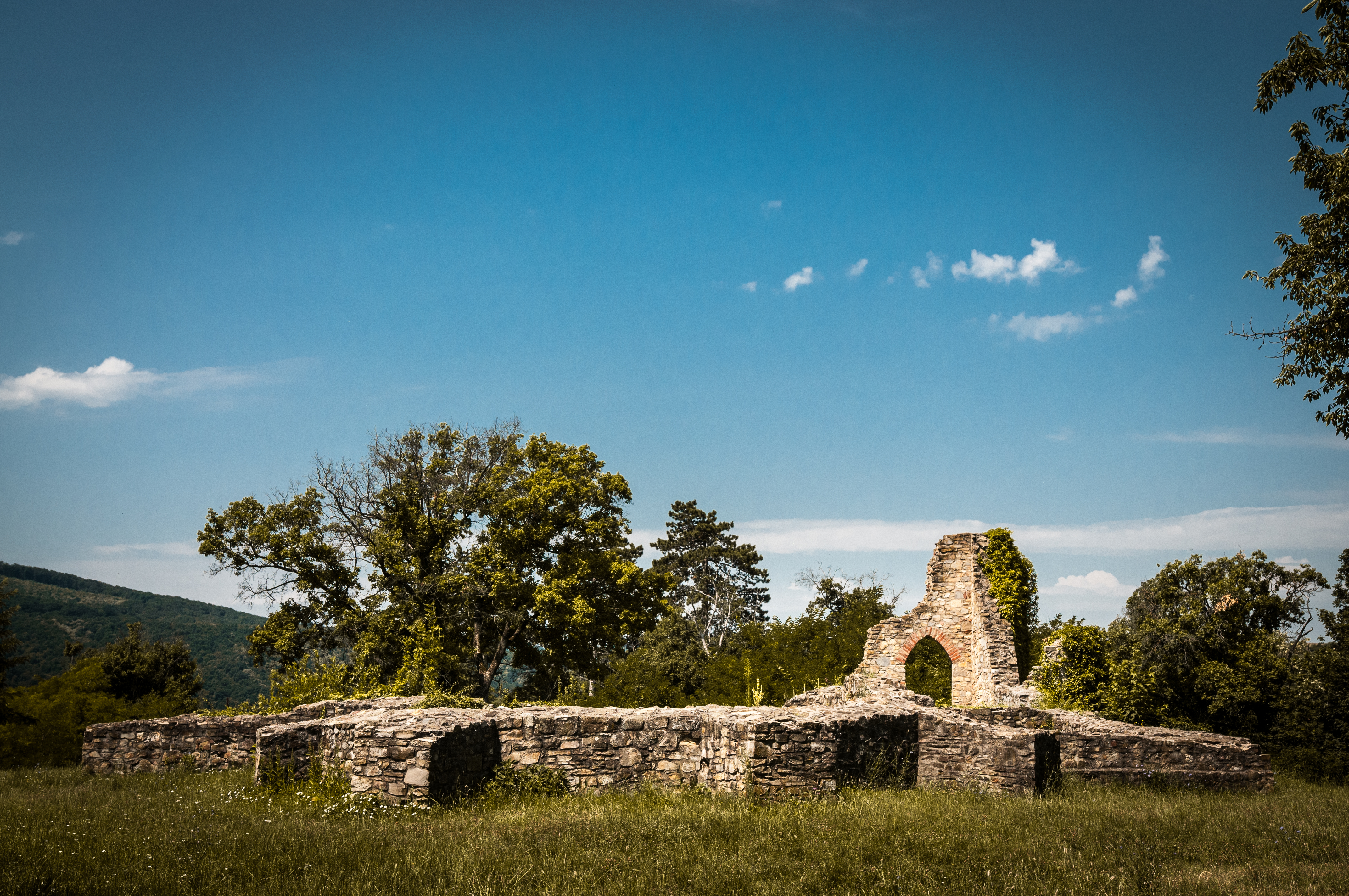
Schlossberg (Várhegy) várromok. Fotó: Glasz Fotó

- Magyarországi Németek Országos Borversenye
- Szent György-napi búcsú
- Kretz'lfest a Schlawak'r Grund pincesoron
- Úrnapi körmenet a Tűzoltó Zenekarral
- Fut a birtok futóverseny
- A Pannon Borrégió TOP25 Borversenye és Kóstolófesztiválja
- Szent István-napi Búcsú
- Hősök napi megemlékezés
- Bor-Barangoló
- Márton-napi pincejárás a Rékavölgyi-pincesoron
- Márton-napi lampionos felvonulás
- Mikulás-napi pincejárás a Trieb-pincesoron
- Adventi programok
- Nemzetiségi életünk tegnap és ma rendezvénysorozat
- Großmutters Küche

## Népessége
A település népességének változása:
| Lakosok száma | 1497 | 1513 | 1497 | 1496 | 1485 | 1493 | 1482 | 1458 |
|               | 2013 | 2014 | 2015 | 2019 | 2021 | 2022 | 2023 | 2024 |

A 2011-es népszámlálás során a lakosok 87,4%-a magyarnak, 0,2% cigánynak, 50,2% németnek mondta magát (11,8% nem nyilatkozott; a kettős identitások miatt a végösszeg nagyobb lehet 100%-nál). A vallási megoszlás a következő volt: római katolikus 72,3%, református 2,7%, evangélikus 0,8%, görögkatolikus 0,2%, felekezeten kívüli 3,9% (19,2% nem nyilatkozott).
2022-ben a lakosság 85,1%-a vallotta magát magyarnak, 37,4% németnek, 0,2% cigánynak, 0,1-0,1% horvátnak, bolgárnak, ruszinnak, szerbnek, románnak, lengyelnek és örménynek, 1,9% egyéb, nem hazai nemzetiségűnek (12,7% nem nyilatkozott; a kettős identitások miatt a végösszeg nagyobb lehet 100%-nál). Vallásuk szerint 50,4% volt római katolikus, 2,3% református, 1,1% evangélikus, 0,2% görög katolikus, 0,1% ortodox, 0,5% egyéb keresztény, 1% egyéb katolikus, 6,6% felekezeten kívüli (37,6% nem válaszolt).

## Közélete

### Polgármesterei
- 1990–1994: Szigriszt János (független)[25]
- 1994–1998: Bischof Ádám (független)[26]
- 1998–2002: Ruppert József (független német kisebbségi)[27]
- 2002–2006: Dr. Wekler Ferenc (független német kisebbségi)[28]
- 2006–2010: Dr. Wekler Ferenc (független)[29]
- 2010–2014: Dr. Wekler Ferenc (független)[30]
- 2014–2019: Dr. Wekler Ferenc (független)[31]
- 2019–2024: Kraszné Auth Szilvia (független)[32]
- 2024– : Kraszné Auth Szilvia (független)[1]